# Депутаты Республики Алтай
Депутаты Республики Алтай I—VI созывов были избраны и осуществляли свои полномочия в 1993—2019 годах, депутаты VII созыва избраны в 2019 году. Термины «депутат Государственного Собрания-Эл Курултай Республики Алтай» и «депутат Республики Алтай» являются равнозначными. Всего по состоянию на октябрь 2021 года полномочиями были наделены 212 депутатов.

## Список депутатов Республики Алтай I—VI созывов (1993—2019 гг.)
В данной и последующих таблицах отражено как был избран депутат (по мажоритарному округу или по партийному списку в едином округе) и кем был выдвинут для участия в выборах.
| ДЕПУТАТЫ РЕСПУБЛИКИ АЛТАЙ I-VI созывов | ДЕПУТАТЫ РЕСПУБЛИКИ АЛТАЙ I-VI созывов | ДЕПУТАТЫ РЕСПУБЛИКИ АЛТАЙ I-VI созывов | ДЕПУТАТЫ РЕСПУБЛИКИ АЛТАЙ I-VI созывов | ДЕПУТАТЫ РЕСПУБЛИКИ АЛТАЙ I-VI созывов | ДЕПУТАТЫ РЕСПУБЛИКИ АЛТАЙ I-VI созывов | ДЕПУТАТЫ РЕСПУБЛИКИ АЛТАЙ I-VI созывов        | ДЕПУТАТЫ РЕСПУБЛИКИ АЛТАЙ I-VI созывов        | ДЕПУТАТЫ РЕСПУБЛИКИ АЛТАЙ I-VI созывов         | ДЕПУТАТЫ РЕСПУБЛИКИ АЛТАЙ I-VI созывов         | ДЕПУТАТЫ РЕСПУБЛИКИ АЛТАЙ I-VI созывов          | ДЕПУТАТЫ РЕСПУБЛИКИ АЛТАЙ I-VI созывов          | ДЕПУТАТЫ РЕСПУБЛИКИ АЛТАЙ I-VI созывов         | ДЕПУТАТЫ РЕСПУБЛИКИ АЛТАЙ I-VI созывов         | ДЕПУТАТЫ РЕСПУБЛИКИ АЛТАЙ I-VI созывов        | ДЕПУТАТЫ РЕСПУБЛИКИ АЛТАЙ I-VI созывов        | ДЕПУТАТЫ РЕСПУБЛИКИ АЛТАЙ I-VI созывов          | ДЕПУТАТЫ РЕСПУБЛИКИ АЛТАЙ I-VI созывов          |
| №                                      | Депутат                                | Депутат                                | Депутат                                | Год рождения                           | Количество созывов                     | Государственное собрание I созыва (1993-1997) | Государственное собрание I созыва (1993-1997) | Государственное собрание II созыва (1997-2001) | Государственное собрание II созыва (1997-2001) | Государственное собрание III созыва (2001-2006) | Государственное собрание III созыва (2001-2006) | Государственное собрание IV созыва (2006-2010) | Государственное собрание IV созыва (2006-2010) | Государственное собрание V созыва (2010-2014) | Государственное собрание V созыва (2010-2014) | Государственное собрание VI созыва (2014-2019 ) | Государственное собрание VI созыва (2014-2019 ) |
| №                                      | Фамилия                                | Имя                                    | Отчество                               | Год рождения                           | Количество созывов                     | Избран по                                     | Выдвинут                                      | Избран по                                      | Выдвинут                                       | Избран по                                       | Выдвинут                                        | Избран по                                      | Выдвинут                                       | Избран по                                     | Выдвинут                                      | Избран по                                       | Выдвинут                                        |
| -------------------------------------- | -------------------------------------- | -------------------------------------- | -------------------------------------- | -------------------------------------- | -------------------------------------- | --------------------------------------------- | --------------------------------------------- | ---------------------------------------------- | ---------------------------------------------- | ----------------------------------------------- | ----------------------------------------------- | ---------------------------------------------- | ---------------------------------------------- | --------------------------------------------- | --------------------------------------------- | ----------------------------------------------- | ----------------------------------------------- |
| 1                                      | Агарков                                | Александр                              | Григорьевич                            | 1949                                   | 3                                      | х                                             | х                                             | х                                              | х                                              | х                                               | х                                               | ОКРУГ                                          | Сам                                            | ОКРУГ                                         | ЕР                                            | ОКРУГ                                           | ЕР                                              |
| 2                                      | Адлыков                                | Сергей                                 | Иванович                               | 1967                                   | 1                                      | х                                             | х                                             | х                                              | х                                              | х                                               | х                                               | СПИСОК                                         | Родина                                         | х                                             | х                                             | х                                               | х                                               |
| 3                                      | Акпашев                                | Владимир                               | Петрович                               | 1951                                   | 1                                      | ОКРУГ                                         | Н/д                                           | х                                              | х                                              | х                                               | х                                               | х                                              | х                                              | х                                             | х                                             | х                                               | х                                               |
| 4                                      | Алчубаев                               | Александр                              | Николаевич                             | 1954                                   | 1                                      | х                                             | х                                             | х                                              | х                                              | ОКРУГ                                           | Избир                                           | х                                              | х                                              | х                                             | х                                             | х                                               | х                                               |
| 5                                      | Альпимов                               | Укмет                                  | Альпимович                             | 1946                                   | 1                                      | х                                             | х                                             | х                                              | х                                              | х                                               | х                                               | х                                              | х                                              | х                                             | х                                             | ОКРУГ                                           | Сам                                             |
| 6                                      | Амургушев                              | Владимир                               | Константинович                         | 1946                                   | 1                                      | х                                             | х                                             | х                                              | х                                              | х                                               | х                                               | ОКРУГ                                          | ЕР                                             | х                                             | х                                             | х                                               | х                                               |
| 7                                      | Андронов                               | Олег                                   | Владимирович                           | 1966                                   | 1                                      | х                                             | х                                             | х                                              | х                                              | х                                               | х                                               | х                                              | х                                              | х                                             | х                                             | ОКРУГ                                           | ЕР                                              |
| 8                                      | АНТАРАДОНОВ                            | Юрий                                   | Васильевич                             | 1949                                   | 3                                      | ОКРУГ                                         | Н/д                                           | х                                              | х                                              | ОКРУГ                                           | Избир                                           | х                                              | х                                              | х                                             | х                                             | СПИСОК                                          | ПР                                              |
| 9                                      | Анчин                                  | Владислав                              | Эркеменович                            | 1961                                   | 1                                      | х                                             | х                                             | х                                              | х                                              | х                                               | х                                               | х                                              | х                                              | СПИСОК                                        | ЕР                                            | х                                               | х                                               |
| 10                                     | Апенышева                              | Надежда                                | Ивановна                               | 1950                                   | 2                                      | х                                             | х                                             | х                                              | х                                              | х                                               | х                                               | ОКРУГ                                          | Сам                                            | ОКРУГ                                         | ЕР                                            | х                                               | х                                               |
| 11                                     | Асканаков                              | Евгений                                | Семенович                              | 1971                                   | 1                                      | х                                             | х                                             | х                                              | х                                              | х                                               | х                                               | х                                              | х                                              | х                                             | х                                             | ОКРУГ                                           | ЕР                                              |
| 12                                     | Атажанов                               | Рашид                                  | Досимович                              | 1964                                   | 2                                      | х                                             | х                                             | х                                              | х                                              | х                                               | х                                               | х                                              | х                                              | ОКРУГ                                         | ЕР                                            | ОКРУГ                                           | ЕР                                              |
| 13                                     | Бабрашев                               | Эдуард                                 | Васильевич                             | 1956                                   | 1                                      | х                                             | х                                             | х                                              | х                                              | ОКРУГ                                           | Избир                                           | х                                              | х                                              | х                                             | х                                             | х                                               | х                                               |
| 14                                     | Бардин                                 | Чагаш                                  | Турачинович                            | 1953                                   | 1                                      | х                                             | х                                             | х                                              | х                                              | х                                               | х                                               | ОКРУГ                                          | Родина                                         | х                                             | х                                             | х                                               | х                                               |
| 15                                     | Баяндина                               | Валентина                              | Владимировна                           | 1953                                   | 1                                      | х                                             | х                                             | ОКРУГ                                          | НПСР                                           | х                                               | х                                               | х                                              | х                                              | х                                             | х                                             | х                                               | х                                               |
| 16                                     | Бегимбеков                             | Марал                                  | Чаншарканович                          | 1963                                   | 1                                      | х                                             | х                                             | х                                              | х                                              | х                                               | х                                               | ОКРУГ                                          | Родина                                         | х                                             | х                                             | х                                               | х                                               |
| 17                                     | Бедарев                                | Валерий                                | Владимирович                           | 1957                                   | 1                                      | х                                             | х                                             | ОКРУГ                                          | Избир                                          | х                                               | х                                               | х                                              | х                                              | х                                             | х                                             | х                                               | х                                               |
| 18                                     | Безрученков                            | Виктор                                 | Иванович                               | 1962                                   | 4                                      | х                                             | х                                             | ОКРУГ                                          | Избир                                          | ОКРУГ                                           | Избир                                           | ОКРУГ                                          | Родина                                         | СПИСОК                                        | СР                                            | х                                               | х                                               |
| 19                                     | БЕЛЕКОВ                                | Иван                                   | Итулович                               | 1953                                   | 5                                      | х                                             | х                                             | ОКРУГ                                          | Избир                                          | ОКРУГ                                           | Избир                                           | СПИСОК                                         | ЕР                                             | СПИСОК                                        | ЕР                                            | СПИСОК                                          | ЕР                                              |
| 20                                     | Боделукова                             | Ася                                    | Геннадьевна                            | 1987                                   | 1                                      | х                                             | х                                             | х                                              | х                                              | х                                               | х                                               | х                                              | х                                              | х                                             | х                                             | СПИСОК                                          | ЕР                                              |
| 21                                     | Болтухин                               | Николай                                | Яковлевич                              | 1952                                   | 1                                      | ОКРУГ                                         | Н/д                                           | х                                              | х                                              | х                                               | х                                               | х                                              | х                                              | х                                             | х                                             | х                                               | х                                               |
| 22                                     | Букачаков                              | Валерий                                | Метрофанович                           | 1965                                   | 1                                      | х                                             | х                                             | х                                              | х                                              | х                                               | х                                               | х                                              | х                                              | х                                             | х                                             | ОКРУГ                                           | ЕР                                              |
| 23                                     | БУКАЧАКОВ                              | Родион                                 | Борисович                              | 1963                                   | 2                                      | х                                             | х                                             | х                                              | х                                              | ОКРУГ                                           | АПР                                             | ОКРУГ                                          | Сам                                            | х                                             | х                                             | х                                               | х                                               |
| 24                                     | Вавилкин                               | Валерий                                | Михайлович                             | 1956                                   | 1                                      | х                                             | х                                             | х                                              | х                                              | х                                               | х                                               | х                                              | х                                              | х                                             | х                                             | СПИСОК                                          | ЕР                                              |
| 25                                     | Вайнбергер                             | Владимир                               | Давыдович                              | 1950                                   | 2                                      | х                                             | х                                             | ОКРУГ                                          | Избир                                          | ОКРУГ                                           | Избир                                           | х                                              | х                                              | х                                             | х                                             | х                                               | х                                               |
| 26                                     | ВОЛКОВ                                 | Владилен                               | Владимирович                           | 1939                                   | 1                                      | ОКРУГ                                         | Н/д                                           | х                                              | х                                              | х                                               | х                                               | х                                              | х                                              | х                                             | х                                             | х                                               | х                                               |
| 27                                     | Гайдабрус                              | Мария                                  | Павловна                               | 1944                                   | 1                                      | ОКРУГ                                         | Н/д                                           | х                                              | х                                              | х                                               | х                                               | х                                              | х                                              | х                                             | х                                             | х                                               | х                                               |
| 28                                     | Гевель                                 | Вадим                                  | Владимирович                           | 1963                                   | 1                                      | ОКРУГ                                         | Н/д                                           | х                                              | х                                              | х                                               | х                                               | х                                              | х                                              | х                                             | х                                             | х                                               | х                                               |
| 29                                     | ГИГЕЛЬ                                 | Татьяна                                | Анатольевна                            | 1960                                   | 4                                      | х                                             | х                                             | х                                              | х                                              | ОКРУГ                                           | Избир                                           | ОКРУГ                                          | ЕР                                             | ОКРУГ                                         | ЕР                                            | ОКРУГ                                           | ЕР                                              |
| 30                                     | Гречушников                            | Сергей                                 | Николаевич                             | 1953                                   | 1                                      | х                                             | х                                             | ОКРУГ                                          | Избир                                          | х                                               | х                                               | х                                              | х                                              | х                                             | х                                             | х                                               | х                                               |
| 31                                     | Груздев                                | Александр                              | Анатольевич                            | 1962                                   | 2                                      | х                                             | х                                             | х                                              | х                                              | х                                               | х                                               | х                                              | х                                              | СПИСОК                                        | СР                                            | СПИСОК                                          | СР                                              |
| 32                                     | Гурьянов                               | Александр                              | Александрович                          | 1946                                   | 2                                      | х                                             | х                                             | ОКРУГ                                          | Избир                                          | ОКРУГ                                           | Избир                                           | х                                              | х                                              | х                                             | х                                             | х                                               | х                                               |
| 33                                     | Демина                                 | Мария                                  | Фоминична                              | 1956                                   | 1                                      | х                                             | х                                             | х                                              | х                                              | х                                               | х                                               | СПИСОК                                         | Родина                                         | х                                             | х                                             | х                                               | х                                               |
| 34                                     | Джаткамбаев                            | Ауельхан                               | Жазитович                              | 1954                                   | 2                                      | ОКРУГ                                         | Н/д                                           | х                                              | х                                              | х                                               | х                                               | х                                              | х                                              | СПИСОК                                        | СР                                            | х                                               | х                                               |
| 35                                     | Дуплинская                             | Вера                                   | Дмитриевна                             | 1949                                   | 1                                      | х                                             | х                                             | х                                              | х                                              | ОКРУГ                                           | Избир                                           | х                                              | х                                              | х                                             | х                                             | х                                               | х                                               |
| 36                                     | Екеева                                 | Наталья                                | Михайловна                             | 1954                                   | 1                                      | х                                             | х                                             | х                                              | х                                              | х                                               | х                                               | х                                              | х                                              | СПИСОК                                        | СР                                            | х                                               | х                                               |
| 37                                     | Ефимов                                 | Анатолий                               | Викторович                             | 1958                                   | 1                                      | ОКРУГ                                         | Н/д                                           | х                                              | х                                              | х                                               | х                                               | х                                              | х                                              | х                                             | х                                             | х                                               | х                                               |
| 38                                     | Ефимов                                 | Сергей                                 | Александрович                          | 1965                                   | 4                                      | х                                             | х                                             | х                                              | х                                              | ОКРУГ                                           | Избир                                           | СПИСОК                                         | ЕР                                             | СПИСОК                                        | ЕР                                            | ОКРУГ                                           | ЕР                                              |
| 39                                     | Жарова                                 | Татьяна                                | Анатольевна                            | 1958                                   | 1                                      | х                                             | х                                             | х                                              | х                                              | х                                               | х                                               | х                                              | х                                              | СПИСОК                                        | ЛДПР                                          | х                                               | х                                               |
| 40                                     | Зарубин                                | Юрий                                   | Васильевич                             | 1949                                   | 1                                      | ОКРУГ                                         | Н/д                                           | х                                              | х                                              | х                                               | х                                               | х                                              | х                                              | х                                             | х                                             | х                                               | х                                               |
| 41                                     | Звягинцев                              | Евгений                                | Николаевич                             | 1964                                   | 2                                      | х                                             | х                                             | ОКРУГ                                          | Избир                                          | ОКРУГ                                           | Избир                                           | х                                              | х                                              | х                                             | х                                             | х                                               | х                                               |
| 42                                     | Земиров                                | Юрий                                   | Семенович                              | 1954                                   | 5                                      | х                                             | х                                             | ОКРУГ                                          | Избир                                          | ОКРУГ                                           | АПР                                             | ОКРУГ                                          | Сам                                            | СПИСОК                                        | ЕР                                            | СПИСОК                                          | ЕР                                              |
| 43                                     | Зиануров                               | Оскар                                  | Туспекович                             | 1960                                   | 1                                      | х                                             | х                                             | х                                              | х                                              | ОКРУГ                                           | Избир                                           | х                                              | х                                              | х                                             | х                                             | х                                               | х                                               |
| 44                                     | Зоммер                                 | Петр                                   | Александрович                          | 1949                                   | 2                                      | х                                             | х                                             | х                                              | х                                              | ОКРУГ                                           | Избир                                           | ОКРУГ                                          | РПЖ                                            | х                                             | х                                             | х                                               | х                                               |
| 45                                     | ЗУБАКИН                                | Семен                                  | Иванович                               | 1952                                   | 1                                      | ОКРУГ                                         | Н/д                                           | х                                              | х                                              | х                                               | х                                               | х                                              | х                                              | х                                             | х                                             | х                                               | х                                               |
| 46                                     | Зюлин                                  | Анатолий                               | Федорович                              | 1937                                   | 1                                      | х                                             | х                                             | х                                              | х                                              | х                                               | х                                               | СПИСОК                                         | КПРФ                                           | х                                             | х                                             | х                                               | х                                               |
| 47                                     | Зяблицкий                              | Сергей                                 | Иванович                               | 1956                                   | 1                                      | х                                             | х                                             | х                                              | х                                              | х                                               | х                                               | СПИСОК                                         | Родина                                         | х                                             | х                                             | х                                               | х                                               |
| 48                                     | Иванов                                 | Константин                             | Георгиевич                             | 1950                                   | 1                                      | х                                             | х                                             | х                                              | х                                              | ОКРУГ                                           | Избир                                           | х                                              | х                                              | х                                             | х                                             | х                                               | х                                               |
| 49                                     | Имансакипов                            | Канат                                  | Чагуанович                             | 1959                                   | 1                                      | х                                             | х                                             | х                                              | х                                              | ОКРУГ                                           | Сам                                             | х                                              | х                                              | х                                             | х                                             | х                                               | х                                               |
| 50                                     | Иташев                                 | Аржан                                  | Валерьевич                             | 1977                                   | 1                                      | х                                             | х                                             | х                                              | х                                              | х                                               | х                                               | х                                              | х                                              | х                                             | х                                             | СПИСОК                                          | ЕР                                              |
| 51                                     | Казаков                                | Александр                              | Николаевич                             | 1958                                   | 1                                      | х                                             | х                                             | х                                              | х                                              | х                                               | х                                               | х                                              | х                                              | х                                             | х                                             | СПИСОК                                          | ЕР                                              |
| 52                                     | Казанцева                              | Алена                                  | Борисовна                              | 1968                                   | 3                                      | х                                             | х                                             | х                                              | х                                              | х                                               | х                                               | ОКРУГ                                          | ЕР                                             | ОКРУГ                                         | ЕР                                            | СПИСОК                                          | ЕР                                              |
| 53                                     | Казаченко                              | Александр                              | Сергеевич                              | 1981                                   | 1                                      | х                                             | х                                             | х                                              | х                                              | х                                               | х                                               | х                                              | х                                              | х                                             | х                                             | СПИСОК                                          | ЕР                                              |
| 54                                     | Камзабаев                              | Олег                                   | Сарандаевич                            | 1956                                   | 1                                      | х                                             | х                                             | х                                              | х                                              | ОКРУГ                                           | АПР                                             | х                                              | х                                              | х                                             | х                                             | х                                               | х                                               |
| 55                                     | Камитов                                | Ертаргын                               | Наймантаевич                           | 1953                                   | 1                                      | х                                             | х                                             | ОКРУГ                                          | Избир                                          | х                                               | х                                               | х                                              | х                                              | х                                             | х                                             | х                                               | х                                               |
| 56                                     | Канищев                                | Владимир                               | Борисович                              | 1954                                   | 1                                      | х                                             | х                                             | ОКРУГ                                          | Избир                                          | х                                               | х                                               | х                                              | х                                              | х                                             | х                                             | х                                               | х                                               |
| 57                                     | Карамаев                               | Владимир                               | Байданович                             | 1954                                   | 2                                      | ОКРУГ                                         | Н/д                                           | ОКРУГ                                          | Избир                                          | х                                               | х                                               | х                                              | х                                              | х                                             | х                                             | х                                               | х                                               |
| 58                                     | Кара-Сал                               | Нэля                                   | Николаевна                             | 1959                                   | 1                                      | х                                             | х                                             | х                                              | х                                              | х                                               | х                                               | ОКРУГ                                          | ЕР                                             | х                                             | х                                             | х                                               | х                                               |
| 59                                     | Карасев                                | Павел                                  | Дмитриевич                             | 1955                                   | 2                                      | х                                             | х                                             | ОКРУГ                                          | НПСР                                           | ОКРУГ                                           | КПРФ                                            | х                                              | х                                              | х                                             | х                                             | х                                               | х                                               |
| 60                                     | Карманов                               | Николай                                | Васильевич                             | 1970                                   | 1                                      | х                                             | х                                             | х                                              | х                                              | х                                               | х                                               | х                                              | х                                              | х                                             | х                                             | ОКРУГ                                           | ЕР                                              |
| 61                                     | Карпов                                 | Владимир                               | Григорьевич                            | 1940                                   | 1                                      | х                                             | х                                             | х                                              | х                                              | х                                               | х                                               | х                                              | х                                              | х                                             | х                                             | СПИСОК                                          | КПРФ                                            |
| 62                                     | Кергилов                               | Альберт                                | Петрович                               | 1959                                   | 1                                      | х                                             | х                                             | х                                              | х                                              | х                                               | х                                               | СПИСОК                                         | ЕР                                             | х                                             | х                                             | х                                               | х                                               |
| 63                                     | Кириллов                               | Александр                              | Александрович                          | 1962                                   | 2                                      | х                                             | х                                             | х                                              | х                                              | х                                               | х                                               | СПИСОК                                         | ЛДПР                                           | СПИСОК                                        | ЛДПР                                          | х                                               | х                                               |
| 64                                     | Клепиков                               | Алексей                                | Тихонович                              | 1958                                   | 1                                      | х                                             | х                                             | х                                              | х                                              | ОКРУГ                                           | Избир                                           | х                                              | х                                              | х                                             | х                                             | х                                               | х                                               |
| 65                                     | Князев                                 | Урмат                                  | Алексеевич                             | 1978                                   | 2                                      | х                                             | х                                             | х                                              | х                                              | х                                               | х                                               | ОКРУГ                                          | Сам                                            | ОКРУГ                                         | Сам                                           | х                                               | х                                               |
| 66                                     | Кожанов                                | Аманжол                                | Сакыбанович                            | 1970                                   | 1                                      | х                                             | х                                             | х                                              | х                                              | х                                               | х                                               | х                                              | х                                              | ОКРУГ                                         | Сам                                           | х                                               | х                                               |
| 67                                     | Кокушев                                | Михаил                                 | Еченович                               | 1950                                   | 1                                      | х                                             | х                                             | х                                              | х                                              | ОКРУГ                                           | Избир                                           | х                                              | х                                              | х                                             | х                                             | х                                               | х                                               |
| 68                                     | КОНЧЕВ                                 | Владимир                               | Егорович                               | 1954                                   | 1                                      | ОКРУГ                                         | Н/д                                           | х                                              | х                                              | х                                               | х                                               | х                                              | х                                              | х                                             | х                                             | х                                               | х                                               |
| 69                                     | Кончубаев                              | Сергей                                 | Павлович                               | 1947                                   | 1                                      | х                                             | х                                             | ОКРУГ                                          | Избир                                          | х                                               | х                                               | х                                              | х                                              | х                                             | х                                             | х                                               | х                                               |
| 70                                     | Коротенко                              | Сергей                                 | Дмитриевич                             | 1949                                   | 1                                      | х                                             | х                                             | х                                              | х                                              | х                                               | х                                               | х                                              | х                                              | ОКРУГ                                         | ЕР                                            | х                                               | х                                               |
| 71                                     | Косарев                                | Георгий                                | Михайлович                             | 1946                                   | 1                                      | ОКРУГ                                         | Н/д                                           | х                                              | х                                              | х                                               | х                                               | х                                              | х                                              | х                                             | х                                             | х                                               | х                                               |
| 72                                     | Криворученко                           | Константин                             | Юрьевич                                | 1972                                   | 3                                      | х                                             | х                                             | х                                              | х                                              | х                                               | х                                               | СПИСОК                                         | ЕР                                             | СПИСОК                                        | ЕР                                            | ОКРУГ                                           | ЕР                                              |
| 73                                     | Кудачин                                | Валерий                                | Владимирович                           | 1959                                   | 1                                      | ОКРУГ                                         | Н/д                                           | х                                              | х                                              | х                                               | х                                               | х                                              | х                                              | х                                             | х                                             | х                                               | х                                               |
| 74                                     | Кудрявцева                             | Светлана                               | Степановна                             | 1958                                   | 2                                      | х                                             | х                                             | х                                              | х                                              | х                                               | х                                               | х                                              | х                                              | ОКРУГ                                         | ЕР                                            | СПИСОК                                          | ЕР                                              |
| 75                                     | Кукотин                                | Василий                                | Иванович                               | 1951                                   | 1                                      | х                                             | х                                             | ОКРУГ                                          | Избир                                          | х                                               | х                                               | х                                              | х                                              | х                                             | х                                             | х                                               | х                                               |
| 76                                     | Кулаков                                | Александр                              | Васильевич                             | 1957                                   | 1                                      | х                                             | х                                             | ОКРУГ                                          | Сам                                            | х                                               | х                                               | х                                              | х                                              | х                                             | х                                             | х                                               | х                                               |
| 77                                     | Кургулов                               | Константин                             | Алексеевич                             | 1949                                   | 2                                      | х                                             | х                                             | ОКРУГ                                          | Н/д                                            | ОКРУГ                                           | Сам                                             | х                                              | х                                              | х                                             | х                                             | х                                               | х                                               |
| 78                                     | Кустубаев                              | Эрболат                                | Тлеугабылович                          | 1977                                   | 1                                      | х                                             | х                                             | х                                              | х                                              | х                                               | х                                               | ОКРУГ                                          | Сам                                            | х                                             | х                                             | х                                               | х                                               |
| 79                                     | Кыдатов                                | Вечеслав                               | Афанасьевич                            | 1963                                   | 2                                      | ОКРУГ                                         | Н/д                                           | х                                              | х                                              | х                                               | х                                               | х                                              | х                                              | х                                             | х                                             | СПИСОК                                          | КПРФ                                            |
| 80                                     | Кыдыева                                | Светлана                               | Карамаевна                             | 1954                                   | 2                                      | х                                             | х                                             | ОКРУГ                                          | Избир                                          | ОКРУГ                                           | Сам                                             | х                                              | х                                              | х                                             | х                                             | х                                               | х                                               |
| 81                                     | Кыпчаков                               | Роберт                                 | Васильевич                             | 1965                                   | 1                                      | х                                             | х                                             | х                                              | х                                              | х                                               | х                                               | х                                              | х                                              | х                                             | х                                             | СПИСОК                                          | ЕР                                              |
| 82                                     | Кырова                                 | Наталья                                | Борисовна                              | 1954                                   | 1                                      | х                                             | х                                             | ОКРУГ                                          | РЦ                                             | х                                               | х                                               | х                                              | х                                              | х                                             | х                                             | х                                               | х                                               |
| 83                                     | Лазарев                                | Михаил                                 | Иванович                               | 1969                                   | 1                                      | х                                             | х                                             | х                                              | х                                              | х                                               | х                                               | СПИСОК                                         | ЛДПР                                           | х                                             | х                                             | х                                               | х                                               |
| 84                                     | Ларин                                  | Евгений                                | Владимирович                           | 1962                                   | 1                                      | х                                             | х                                             | х                                              | х                                              | х                                               | х                                               | СПИСОК                                         | АПР                                            | х                                             | х                                             | х                                               | х                                               |
| 85                                     | Латышков                               | Евгений                                | Николаевич                             | 1960                                   | 3                                      | х                                             | х                                             | х                                              | х                                              | х                                               | х                                               | СПИСОК                                         | ЕР                                             | СПИСОК                                        | ЕР                                            | СПИСОК                                          | ЕР                                              |
| 86                                     | Ложкин                                 | Евгений                                | Владимирович                           | 1967                                   | 1                                      | х                                             | х                                             | х                                              | х                                              | х                                               | х                                               | СПИСОК                                         | ЛДПР                                           | х                                             | х                                             | х                                               | х                                               |
| 87                                     | Маиков                                 | Леонид                                 | Донскоевич                             | 1960                                   | 1                                      | х                                             | х                                             | ОКРУГ                                          | Избир                                          | х                                               | х                                               | х                                              | х                                              | х                                             | х                                             | х                                               | х                                               |
| 88                                     | Максимов                               | Василий                                | Степанович                             | 1948                                   | 1                                      | х                                             | х                                             | ОКРУГ                                          | Избир                                          | х                                               | х                                               | х                                              | х                                              | х                                             | х                                             | х                                               | х                                               |
| 89                                     | Макышева                               | Клавдия                                | Мундусовна                             | 1951                                   | 1                                      | х                                             | х                                             | ОКРУГ                                          | Избир                                          | х                                               | х                                               | х                                              | х                                              | х                                             | х                                             | х                                               | х                                               |
| 90                                     | Малчинов                               | Николай                                | Михайлович                             | 1955                                   | 2                                      | х                                             | х                                             | х                                              | х                                              | х                                               | х                                               | х                                              | х                                              | ОКРУГ                                         | Сам                                           | ОКРУГ                                           | Сам                                             |
| 91                                     | Манзыров                               | Александр                              | Поликарпович                           | 1957                                   | 1                                      | х                                             | х                                             | х                                              | х                                              | х                                               | х                                               | х                                              | х                                              | СПИСОК                                        | КПРФ                                          | х                                               | х                                               |
| 92                                     | Манзыров                               | Юрий                                   | Макарович                              | 1964                                   | 1                                      | х                                             | х                                             | х                                              | х                                              | ОКРУГ                                           | Избир                                           | х                                              | х                                              | х                                             | х                                             | х                                               | х                                               |
| 93                                     | Манышев                                | Василий                                | Карманчинович                          | 1952                                   | 1                                      | х                                             | х                                             | х                                              | х                                              | х                                               | х                                               | х                                              | х                                              | х                                             | х                                             | СПИСОК                                          | СР                                              |
| 94                                     | Марков                                 | Виктор                                 | Николаевич                             | 1945                                   | 2                                      | ОКРУГ                                         | Н/д                                           | ОКРУГ                                          | Избир                                          | х                                               | х                                               | х                                              | х                                              | х                                             | х                                             | х                                               | х                                               |
| 95                                     | Михайлов                               | Сергей                                 | Сергеевич                              | 1976                                   | 1                                      | х                                             | х                                             | х                                              | х                                              | х                                               | х                                               | х                                              | х                                              | ОКРУГ                                         | Сам                                           | х                                               | х                                               |
| 96                                     | Морозов                                | Виктор                                 | Кузьмич                                | 1951                                   | 2                                      | х                                             | х                                             | х                                              | х                                              | ОКРУГ                                           | Избир                                           | СПИСОК                                         | РПЖ                                            | х                                             | х                                             | х                                               | х                                               |
| 97                                     | Москалев                               | Николай                                | Михайлович                             | 1954                                   | 2                                      | х                                             | х                                             | ОКРУГ                                          | Избир                                          | ОКРУГ                                           | Избир                                           | х                                              | х                                              | х                                             | х                                             | х                                               | х                                               |
| 98                                     | Нечаев                                 | Николай                                | Иванович                               | 1954                                   | 1                                      | х                                             | х                                             | х                                              | х                                              | х                                               | х                                               | х                                              | х                                              | х                                             | х                                             | ОКРУГ                                           | ЕР                                              |
| 99                                     | Никитенко                              | Наталья                                | Александровна                          | 1976                                   | 1                                      | х                                             | х                                             | х                                              | х                                              | х                                               | х                                               | х                                              | х                                              | х                                             | х                                             | ОКРУГ                                           | ЕР                                              |
| 100                                    | Новоселов                              | Николай                                | Алексеевич                             | 1957                                   | 1                                      | ОКРУГ                                         | Н/д                                           | х                                              | х                                              | х                                               | х                                               | х                                              | х                                              | х                                             | х                                             | х                                               | х                                               |
| 101                                    | Огнев                                  | Сергей                                 | Ильич                                  | 1959                                   | 2                                      | х                                             | х                                             | ОКРУГ                                          | Н/д                                            | ОКРУГ                                           | АПР                                             | х                                              | х                                              | х                                             | х                                             | х                                               | х                                               |
| 102                                    | Ойношева                               | Любовь                                 | Феликсовна                             | 1966                                   | 1                                      | х                                             | х                                             | х                                              | х                                              | х                                               | х                                               | х                                              | х                                              | х                                             | х                                             | СПИСОК                                          | ЕР                                              |
| 103                                    | Орехов                                 | Юрий                                   | Юрьевич                                | 1967                                   | 1                                      | х                                             | х                                             | х                                              | х                                              | х                                               | х                                               | х                                              | х                                              | х                                             | х                                             | СПИСОК                                          | ЛДПР                                            |
| 104                                    | Очурдяпов                              | Сергей                                 | Николаевич                             | 1974                                   | 1                                      | х                                             | х                                             | х                                              | х                                              | х                                               | х                                               | СПИСОК                                         | ЕР                                             | х                                             | х                                             | х                                               | х                                               |
| 105                                    | Паклин                                 | Михаил                                 | Итальевич                              | 1968                                   | 1                                      | х                                             | х                                             | х                                              | х                                              | х                                               | х                                               | х                                              | х                                              | СПИСОК                                        | КПРФ                                          | х                                               | х                                               |
| 106                                    | Пальчиков                              | Валерий                                | Семенович                              | 1959                                   | 1                                      | х                                             | х                                             | х                                              | х                                              | х                                               | х                                               | х                                              | х                                              | ОКРУГ                                         | ЕР                                            | х                                               | х                                               |
| 107                                    | Панкратов                              | Игорь                                  | Иванович                               | 1958                                   | 1                                      | х                                             | х                                             | ОКРУГ                                          | Избир                                          | х                                               | х                                               | х                                              | х                                              | х                                             | х                                             | х                                               | х                                               |
| 108                                    | ПЕКПЕЕВ                                | Сергей                                 | Тимурович                              | 1956                                   | 1                                      | ОКРУГ                                         | Н/д                                           | х                                              | х                                              | х                                               | х                                               | х                                              | х                                              | х                                             | х                                             | х                                               | х                                               |
| 109                                    | Переверзев                             | Сергей                                 | Александрович                          | 1953                                   | 3                                      | ОКРУГ                                         | Н/д                                           | х                                              | х                                              | ОКРУГ                                           | Избир                                           | х                                              | х                                              | СПИСОК                                        | СР                                            | х                                               | х                                               |
| 110                                    | ПЕТРОВ                                 | Владимир                               | Иванович                               | 1942                                   | 2                                      | ОКРУГ                                         | Н/д                                           | ОКРУГ                                          | Н/д                                            | х                                               | х                                               | х                                              | х                                              | х                                             | х                                             | х                                               | х                                               |
| 111                                    | Пильтин                                | Григорий                               | Николаевич                             | 1958                                   | 1                                      | х                                             | х                                             | ОКРУГ                                          | Избир                                          | х                                               | х                                               | х                                              | х                                              | х                                             | х                                             | х                                               | х                                               |
| 112                                    | Писарев                                | Федор                                  | Спиридонович                           | 1952                                   | 1                                      | ОКРУГ                                         | Н/д                                           | х                                              | х                                              | х                                               | х                                               | х                                              | х                                              | х                                             | х                                             | х                                               | х                                               |
| 113                                    | Пиунов                                 | Вячеслав                               | Евгеньевич                             | 1954                                   | 1                                      | ОКРУГ                                         | Н/д                                           | х                                              | х                                              | х                                               | х                                               | х                                              | х                                              | х                                             | х                                             | х                                               | х                                               |
| 114                                    | Пономарев                              | Олег                                   | Викторович                             | 1966                                   | 1                                      | х                                             | х                                             | х                                              | х                                              | ОКРУГ                                           | Избир                                           | х                                              | х                                              | х                                             | х                                             | х                                               | х                                               |
| 115                                    | Попова                                 | Светлана                               | Альбертовна                            | 1964                                   | 1                                      | х                                             | х                                             | ОКРУГ                                          | Избир                                          | х                                               | х                                               | х                                              | х                                              | х                                             | х                                             | х                                               | х                                               |
| 116                                    | Попова                                 | Светлана                               | Самсоновна                             | 1971                                   | 1                                      | х                                             | х                                             | х                                              | х                                              | х                                               | х                                               | х                                              | х                                              | х                                             | х                                             | ОКРУГ                                           | ЕР                                              |
| 117                                    | Пустогачев                             | Марат                                  | Антонович                              | 1957                                   | 1                                      | х                                             | х                                             | ОКРУГ                                          | ОКМН                                           | х                                               | х                                               | х                                              | х                                              | х                                             | х                                             | х                                               | х                                               |
| 118                                    | Пустогачев                             | Яков                                   | Андреевич                              | 1937                                   | 1                                      | ОКРУГ                                         | Н/д                                           | х                                              | х                                              | х                                               | х                                               | х                                              | х                                              | х                                             | х                                             | х                                               | х                                               |
| 119                                    | Пьянков                                | Олег                                   | Игоревич                               | 1968                                   | 1                                      | х                                             | х                                             | х                                              | х                                              | х                                               | х                                               | СПИСОК                                         | ЕР                                             | х                                             | х                                             | х                                               | х                                               |
| 120                                    | Рау                                    | Федор                                  | Фридрихович                            | 1970                                   | 1                                      | х                                             | х                                             | х                                              | х                                              | х                                               | х                                               | х                                              | х                                              | х                                             | х                                             | СПИСОК                                          | ЕР                                              |
| 121                                    | РОМАШКИН                               | Виктор                                 | Васильевич                             | 1959                                   | 6                                      | ОКРУГ                                         | Н/д                                           | ОКРУГ                                          | Н/д                                            | ОКРУГ                                           | КПРФ                                            | СПИСОК                                         | КПРФ                                           | СПИСОК                                        | КПРФ                                          | СПИСОК                                          | КПРФ                                            |
| 122                                    | Сабашкина                              | Екатерина                              | Борисовна                              | 1956                                   | 1                                      | х                                             | х                                             | ОКРУГ                                          | Избир                                          | х                                               | х                                               | х                                              | х                                              | х                                             | х                                             | х                                               | х                                               |
| 123                                    | Сабин                                  | Владимир                               | Кючукович                              | 1941                                   | 3                                      | х                                             | х                                             | ОКРУГ                                          | Избир                                          | ОКРУГ                                           | Избир                                           | СПИСОК                                         | РПЖ                                            | х                                             | х                                             | х                                               | х                                               |
| 124                                    | Сазанкин                               | Михаил                                 | Михайлович                             | 1938                                   | 1                                      | ОКРУГ                                         | Н/д                                           | х                                              | х                                              | х                                               | х                                               | х                                              | х                                              | х                                             | х                                             | х                                               | х                                               |
| 125                                    | Самаев                                 | Василий                                | Васильевич                             | Н/д                                    | 1                                      | ОКРУГ                                         | Н/д                                           | х                                              | х                                              | х                                               | х                                               | х                                              | х                                              | х                                             | х                                             | х                                               | х                                               |
| 126                                    | САМТАЕВ                                | Иван                                   | Адучинович                             | 1964                                   | 1                                      | х                                             | х                                             | х                                              | х                                              | х                                               | х                                               | х                                              | х                                              | СПИСОК                                        | ЕР]                                           | х                                               | х                                               |
| 127                                    | Самташев                               | Юрий                                   | Дмитриевич                             | 1965                                   | 2                                      | х                                             | х                                             | х                                              | х                                              | х                                               | х                                               | х                                              | х                                              | СПИСОК                                        | ЛДПР                                          | СПИСОК                                          | ЛДПР                                            |
| 128                                    | Санин                                  | Никита                                 | Алексеевич                             | 1973                                   | 1                                      | х                                             | х                                             | х                                              | х                                              | х                                               | х                                               | х                                              | х                                              | ОКРУГ                                         | Сам                                           | х                                               | х                                               |
| 129                                    | Смирнов                                | Василий                                | Александрович                          | 1956                                   | 1                                      | х                                             | х                                             | х                                              | х                                              | х                                               | х                                               | х                                              | х                                              | х                                             | х                                             | СПИСОК                                          | ЕР                                              |
| 130                                    | Соколов                                | Николай                                | Федорович                              | 1947                                   | 3                                      | ОКРУГ                                         | Н/д                                           | х                                              | х                                              | ОКРУГ                                           | АПР                                             | СПИСОК                                         | АПР                                            | х                                             | х                                             | х                                               | х                                               |
| 131                                    | Софронова                              | Римма                                  | Яковлевна                              | 1958                                   | 1                                      | х                                             | х                                             | х                                              | х                                              | х                                               | х                                               | х                                              | х                                              | СПИСОК                                        | ЛДПР                                          | х                                               | х                                               |
| 132                                    | Стародубцев                            | Николай                                | Петрович                               | 1963                                   | 3                                      | ОКРУГ                                         | Н/д                                           | ОКРУГ                                          | Избир                                          | ОКРУГ                                           | Избир                                           | х                                              | х                                              | х                                             | х                                             | х                                               | х                                               |
| 133                                    | Сумачаков                              | Игнатий                                | Иванович                               | 1935                                   | 2                                      | х                                             | х                                             | ОКРУГ                                          | Н/д                                            | ОКРУГ                                           | АПР                                             | х                                              | х                                              | х                                             | х                                             | х                                               | х                                               |
| 134                                    | Сумин                                  | Геннадий                               | Петрович                               | 1953                                   | 3                                      | ОКРУГ                                         | Н/д                                           | ОКРУГ                                          | Избир                                          | х                                               | х                                               | х                                              | х                                              | х                                             | х                                             | СПИСОК                                          | ПР                                              |
| 135                                    | Суразаков                              | Виктор                                 | Викторович                             | 1975                                   | 1                                      | х                                             | х                                             | х                                              | х                                              | х                                               | х                                               | х                                              | х                                              | СПИСОК                                        | ЕР                                            | х                                               | х                                               |
| 136                                    | Суртаева                               | Людмила                                | Григорьевна                            | 1946                                   | 1                                      | х                                             | х                                             | ОКРУГ                                          | Избир                                          | х                                               | х                                               | х                                              | х                                              | х                                             | х                                             | х                                               | х                                               |
| 137                                    | ТАБАЕВ                                 | Даниил                                 | Иванович                               | 1937                                   | 3                                      | ОКРУГ                                         | Н/д                                           | ОКРУГ                                          | Избир                                          | ОКРУГ                                           | Избир                                           | х                                              | х                                              | х                                             | х                                             | х                                               | х                                               |
| 138                                    | Табакаев                               | Юрий                                   | Васильевич                             | 1945                                   | 3                                      | х                                             | х                                             | ОКРУГ                                          | Избир                                          | ОКРУГ                                           | Избир                                           | ОКРУГ                                          | ЕР                                             | х                                             | х                                             | х                                               | х                                               |
| 139                                    | Тазрашев                               | Айдар                                  | Иванович                               | 1976                                   | 2                                      | х                                             | х                                             | х                                              | х                                              | х                                               | х                                               | х                                              | х                                              | СПИСОК                                        | СР                                            | ОКРУГ                                           | СР                                              |
| 140                                    | Тайтаков                               | Николай                                | Михайлович                             | 1948                                   | 2                                      | х                                             | х                                             | х                                              | х                                              | ОКРУГ                                           | Избир                                           | СПИСОК                                         | АПР                                            | х                                             | х                                             | х                                               | х                                               |
| 141                                    | Тайтов                                 | Владлен                                | Иванович                               | 1969                                   | 1                                      | х                                             | х                                             | х                                              | х                                              | х                                               | х                                               | х                                              | х                                              | СПИСОК                                        | ЕР                                            | х                                               | х                                               |
| 142                                    | Танзыков                               | Евгений                                | Витальевич                             | 1970                                   | 1                                      | х                                             | х                                             | х                                              | х                                              | х                                               | х                                               | х                                              | х                                              | ОКРУГ                                         | Сам                                           | х                                               | х                                               |
| 143                                    | Текенов                                | Сурдаш                                 | Эдуардович                             | 1985                                   | 1                                      | х                                             | х                                             | х                                              | х                                              | х                                               | х                                               | х                                              | х                                              | х                                             | х                                             | ОКРУГ                                           | ЕР                                              |
| 144                                    | Телесов                                | Вячеслав                               | Николаевич                             | 1954                                   | 1                                      | х                                             | х                                             | х                                              | х                                              | х                                               | х                                               | СПИСОК                                         | ЕР                                             | х                                             | х                                             | х                                               | х                                               |
| 145                                    | Терехов                                | Михаил                                 | Алексеевич                             | 1951                                   | 1                                      | х                                             | х                                             | х                                              | х                                              | х                                               | х                                               | х                                              | х                                              | х                                             | х                                             | СПИСОК                                          | ЕР                                              |
| 146                                    | Терещенко                              | Александр                              | Юрьевич                                | 1961                                   | 1                                      | х                                             | х                                             | х                                              | х                                              | х                                               | х                                               | СПИСОК                                         | ЕР                                             | х                                             | х                                             | х                                               | х                                               |
| 147                                    | Тобоев                                 | Иван                                   | Иванович                               | 1948                                   | 1                                      | ОКРУГ                                         | Н/д                                           | х                                              | х                                              | х                                               | х                                               | х                                              | х                                              | х                                             | х                                             | х                                               | х                                               |
| 148                                    | Тодошев                                | Алексей                                | Иванович                               | 1960                                   | 1                                      | х                                             | х                                             | х                                              | х                                              | ОКРУГ                                           | АПР                                             | х                                              | х                                              | х                                             | х                                             | х                                               | х                                               |
| 149                                    | Трутнев                                | Виктор                                 | Корнеевич                              | 1947                                   | 2                                      | х                                             | х                                             | ОКРУГ                                          | Избир                                          | ОКРУГ                                           | АПР                                             | х                                              | х                                              | х                                             | х                                             | х                                               | х                                               |
| 150                                    | Туганбаев                              | Койшибай                               | Кокенович                              | 1953                                   | 1                                      | х                                             | х                                             | х                                              | х                                              | ОКРУГ                                           | Сам                                             | х                                              | х                                              | х                                             | х                                             | х                                               | х                                               |
| 151                                    | Туденев                                | Николай                                | Васильевич                             | 1954                                   | 3                                      | х                                             | х                                             | ОКРУГ                                          | Избир                                          | ОКРУГ                                           | Избир                                           | ОКРУГ                                          | Сам                                            | х                                             | х                                             | х                                               | х                                               |
| 152                                    | Тулебаев                               | Аскар                                  | Рыспекович                             | 1971                                   | 1                                      | х                                             | х                                             | х                                              | х                                              | х                                               | х                                               | х                                              | х                                              | х                                             | х                                             | ОКРУГ                                           | Сам                                             |
| 153                                    | ТЮЛЕНТИН                               | Владимир                               | Николаевич                             | 1953                                   | 4                                      | х                                             | х                                             | х                                              | х                                              | ОКРУГ                                           | АПР                                             | ОКРУГ                                          | Сам                                            | ОКРУГ                                         | ЕР                                            | СПИСОК                                          | ЕР                                              |
| 154                                    | Тюмешева                               | Галина                                 | Александровна                          | 1950                                   | 1                                      | х                                             | х                                             | ОКРУГ                                          | Избир                                          | х                                               | х                                               | х                                              | х                                              | х                                             | х                                             | х                                               | х                                               |
| 155                                    | Уланкин                                | Эзен                                   | Павлович                               | 1980                                   | 1                                      | х                                             | х                                             | х                                              | х                                              | х                                               | х                                               | х                                              | х                                              | х                                             | х                                             | СПИСОК                                          | ЕР                                              |
| 156                                    | Унутов                                 | Айат                                   | Дмитриевич                             | 1978                                   | 1                                      | х                                             | х                                             | х                                              | х                                              | х                                               | х                                               | х                                              | х                                              | ОКРУГ                                         | Сам                                           | х                                               | х                                               |
| 157                                    | Усольцев                               | Вячеслав                               | Викторович                             | 1960                                   | 1                                      | х                                             | х                                             | х                                              | х                                              | ОКРУГ                                           | Избир                                           | х                                              | х                                              | х                                             | х                                             | х                                               | х                                               |
| 158                                    | Уханов                                 | Вячеслав                               | Николаевич                             | 1962                                   | 2                                      | х                                             | х                                             | х                                              | х                                              | х                                               | х                                               | х                                              | х                                              | ОКРУГ                                         | ЕР                                            | ОКРУГ                                           | ЕР                                              |
| 159                                    | Федченко                               | Иван                                   | Григорьевич                            | 1945                                   | 1                                      | х                                             | х                                             | ОКРУГ                                          | Избир                                          | х                                               | х                                               | х                                              | х                                              | х                                             | х                                             | х                                               | х                                               |
| 160                                    | Федькин                                | Михаил                                 | Иванович                               | 1954                                   | 2                                      | х                                             | х                                             | х                                              | х                                              | х                                               | х                                               | х                                              | х                                              | СПИСОК                                        | КПРФ                                          | СПИСОК                                          | КПРФ                                            |
| 161                                    | Хабаров                                | Виктор                                 | Иванович                               | 1958                                   | 4                                      | х                                             | х                                             | х                                              | х                                              | ОКРУГ                                           | Избир                                           | ОКРУГ                                          | Сам                                            | ОКРУГ                                         | ЕР                                            | ОКРУГ                                           | ЕР                                              |
| 162                                    | ЧАПТЫНОВ                               | Валерий                                | Иванович                               | 1945                                   | 1                                      | ОКРУГ                                         | Н/д                                           | х                                              | х                                              | х                                               | х                                               | х                                              | х                                              | х                                             | х                                             | х                                               | х                                               |
| 163                                    | Чараганов                              | Сергей                                 | Кучабаевич                             | 1960                                   | 1                                      | х                                             | х                                             | ОКРУГ                                          | Избир                                          | х                                               | х                                               | х                                              | х                                              | х                                             | х                                             | х                                               | х                                               |
| 164                                    | Чеконов                                | Николай                                | Агафонович                             | 1946                                   | 3                                      | х                                             | х                                             | ОКРУГ                                          | Н/д                                            | х                                               | х                                               | СПИСОК                                         | КПРФ                                           | СПИСОК                                        | КПРФ                                          | х                                               | х                                               |
| 165                                    | Челчушев                               | Владимир                               | Борисович                              | 1974                                   | 1                                      | х                                             | х                                             | х                                              | х                                              | х                                               | х                                               | х                                              | х                                              | х                                             | х                                             | ОКРУГ                                           | ЕР                                              |
| 166                                    | Чепкин                                 | Герман                                 | Евгеньевич                             | 1968                                   | 1                                      | х                                             | х                                             | х                                              | х                                              | х                                               | х                                               | х                                              | х                                              | х                                             | х                                             | ОКРУГ                                           | ЕР                                              |
| 167                                    | Чиконова                               | Людмила                                | Валентиновна                           | 1959                                   | 1                                      | ОКРУГ                                         | Н/д                                           | х                                              | х                                              | х                                               | х                                               | х                                              | х                                              | х                                             | х                                             | х                                               | х                                               |
| 168                                    | Шабалин                                | Сергей                                 | Алексеевич                             | 1958                                   | 1                                      | х                                             | х                                             | х                                              | х                                              | х                                               | х                                               | ОКРУГ                                          | Сам                                            | х                                             | х                                             | х                                               | х                                               |
| 169                                    | Шадрин                                 | Владимир                               | Георгиевич                             | 1947                                   | 2                                      | х                                             | х                                             | х                                              | х                                              | х                                               | х                                               | СПИСОК                                         | АПР                                            | СПИСОК                                        | ЕР                                            | х                                               | х                                               |
| 170                                    | Шатин                                  | Колай                                  | Колиевич                               | 1949                                   | 1                                      | х                                             | х                                             | х                                              | х                                              | ОКРУГ                                           | Избир                                           | х                                              | х                                              | х                                             | х                                             | х                                               | х                                               |
| 171                                    | Шваба                                  | Владимир                               | Данилович                              | 1956                                   | 3                                      | х                                             | х                                             | ОКРУГ                                          | Избир                                          | ОКРУГ                                           | АПР                                             | х                                              | х                                              | СПИСОК                                        | СР                                            | х                                               | х                                               |
| 172                                    | Шевченко                               | Сергей                                 | Завенович                              | 1956                                   | 1                                      | х                                             | х                                             | х                                              | х                                              | х                                               | х                                               | ОКРУГ                                          | Сам                                            | х                                             | х                                             | х                                               | х                                               |
| 173                                    | Шефер                                  | Александр                              | Семенович                              | 1970                                   | 2                                      | х                                             | х                                             | х                                              | х                                              | х                                               | х                                               | ОКРУГ                                          | ЕР                                             | ОКРУГ                                         | ЕР                                            | х                                               | х                                               |
| 174                                    | Шефер                                  | Семен                                  | Семенович                              | 1965                                   | 3                                      | х                                             | х                                             | ОКРУГ                                          | Избир                                          | ОКРУГ                                           | Избир                                           | ОКРУГ                                          | Родина                                         | х                                             | х                                             | х                                               | х                                               |
| 175                                    | Шлак                                   | Константин                             | Вильмарович                            | 1966                                   | 2                                      | х                                             | х                                             | х                                              | х                                              | х                                               | х                                               | х                                              | х                                              | СПИСОК                                        | ЕР                                            | ОКРУГ                                           | ЕР                                              |
| 176                                    | Шнитов                                 | Владислав                              | Борисович                              | 1972                                   | 1                                      | х                                             | х                                             | х                                              | х                                              | х                                               | х                                               | х                                              | х                                              | х                                             | х                                             | СПИСОК                                          | ЕР                                              |
| 177                                    | Щучинов                                | Леонид                                 | Васильевич                             | 1957                                   | 2                                      | х                                             | х                                             | ОКРУГ                                          | Избир                                          | ОКРУГ                                           | Избир                                           | х                                              | х                                              | х                                             | х                                             | х                                               | х                                               |
| 178                                    | ЯИМОВ                                  | Игорь                                  | Эжерович                               | 1957                                   | 2                                      | х                                             | х                                             | ОКРУГ                                          | Избир                                          | ОКРУГ                                           | Избир                                           | х                                              | х                                              | х                                             | х                                             | х                                               | х                                               |
| 179                                    | Яковлева                               | Людмила                                | Дмитриевна                             | 1958                                   | 3                                      | х                                             | х                                             | ОКРУГ                                          | Избир                                          | ОКРУГ                                           | Избир                                           | ОКРУГ                                          | КПРФ                                           | х                                             | х                                             | х                                               | х                                               |
| 180                                    | Ялбаков                                | Алексей                                | Иженерович                             | 1949                                   | 1                                      | ОКРУГ                                         | Н/д                                           | х                                              | х                                              | х                                               | х                                               | х                                              | х                                              | х                                             | х                                             | х                                               | х                                               |
| 181                                    | Ялбакова                               | Анна                                   | Донскоевна                             | 1959                                   | 1                                      | х                                             | х                                             | х                                              | х                                              | х                                               | х                                               | х                                              | х                                              | ОКРУГ                                         | ЕР                                            | х                                               | х                                               |
| 182                                    | Яныканов                               | Виктор                                 | Леонидович                             | 1962                                   | 1                                      | х                                             | х                                             | х                                              | х                                              | х                                               | х                                               | х                                              | х                                              | ОКРУГ                                         | Сам                                           | х                                               | х                                               |

Сокращения в таблице: АПР — Аграрная партия России, ЕР — Единая Россия, Избир — выдвинут избирателями (в том числе трудовыми коллективами), КПРФ — Коммунистическая партия Российской Федерации, ЛДПР — ЛДПР — Либерально-демократическая партия России, Н/д — нет данных, НПСР — Народно-патриотический союз России, ОКМН — Общественно-политическое объединение коренных малочисленных народов Республики Алтай (тубаларов, челканцев, кумандинцев), ПР — Патриоты России, Родина — партия «Родина», РПЖ — Российская партия жизни, РЦ — Общественно-политическое объединение «Русский центр», Сам — самовыдвижение, СР — Справедливая Россия

## Список депутатов Республики Алтай VII созыва (2019—2024 гг.)
| ДЕПУТАТЫ РЕСПУБЛИКИ АЛТАЙ VII созыва | ДЕПУТАТЫ РЕСПУБЛИКИ АЛТАЙ VII созыва | ДЕПУТАТЫ РЕСПУБЛИКИ АЛТАЙ VII созыва | ДЕПУТАТЫ РЕСПУБЛИКИ АЛТАЙ VII созыва | ДЕПУТАТЫ РЕСПУБЛИКИ АЛТАЙ VII созыва | ДЕПУТАТЫ РЕСПУБЛИКИ АЛТАЙ VII созыва | ДЕПУТАТЫ РЕСПУБЛИКИ АЛТАЙ VII созыва            | ДЕПУТАТЫ РЕСПУБЛИКИ АЛТАЙ VII созыва            | ДЕПУТАТЫ РЕСПУБЛИКИ АЛТАЙ VII созыва | ДЕПУТАТЫ РЕСПУБЛИКИ АЛТАЙ VII созыва | ДЕПУТАТЫ РЕСПУБЛИКИ АЛТАЙ VII созыва | ДЕПУТАТЫ РЕСПУБЛИКИ АЛТАЙ VII созыва | ДЕПУТАТЫ РЕСПУБЛИКИ АЛТАЙ VII созыва | ДЕПУТАТЫ РЕСПУБЛИКИ АЛТАЙ VII созыва | ДЕПУТАТЫ РЕСПУБЛИКИ АЛТАЙ VII созыва | ДЕПУТАТЫ РЕСПУБЛИКИ АЛТАЙ VII созыва |
| №                                    | Депутат                              | Депутат                              | Депутат                              | Год рождения                         | Количество созывов                   | Государственное собрание VII созыва (2019-2024) | Государственное собрание VII созыва (2019-2024) |                                      |                                      |                                      |                                      |                                      |                                      |                                      |                                      |
| №                                    | Фамилия                              | Имя                                  | Отчество                             | Год рождения                         | Количество созывов                   | Избран по                                       | Выдвинут                                        | Избран по                            | Выдвинут                             | Избран по                            | Выдвинут                             | Избран по                            | Выдвинут                             | Избран по                            | Выдвинут                             |
| ------------------------------------ | ------------------------------------ | ------------------------------------ | ------------------------------------ | ------------------------------------ | ------------------------------------ | ----------------------------------------------- | ----------------------------------------------- | ------------------------------------ | ------------------------------------ | ------------------------------------ | ------------------------------------ | ------------------------------------ | ------------------------------------ | ------------------------------------ | ------------------------------------ |
| 183                                  | Аманчин                              | Еликпай                              | Сергеевич                            | 1950                                 | 1                                    | СПИСОК                                          | КПРФ                                            | х                                    | х                                    | х                                    | х                                    | х                                    | х                                    | х                                    | х                                    |
| 184                                  | Амыев                                | Аткыр                                | Олегович                             | 1982                                 | 1                                    | ОКРУГ                                           | ЕР                                              | х                                    | х                                    | х                                    | х                                    | х                                    | х                                    | х                                    | х                                    |
| 12                                   | Атажанов                             | Рашид                                | Досимович                            | 1964                                 | 3                                    | ОКРУГ                                           | ЕР                                              | х                                    | х                                    | х                                    | х                                    | х                                    | х                                    | х                                    | х                                    |
| 185                                  | Байдалаков                           | Рустам                               | Николаевич                           | 1977                                 | 1                                    | ОКРУГ                                           | Сам                                             | х                                    | х                                    | х                                    | х                                    | х                                    | х                                    | х                                    | х                                    |
| 186                                  | Бегенов                              | Ержанат                              | Тартыпович                           | 1981                                 | 1                                    | ОКРУГ                                           | ЕР                                              | х                                    | х                                    | х                                    | х                                    | х                                    | х                                    | х                                    | х                                    |
| 187                                  | Бидинов                              | Борис                                | Иванович                             | 1972                                 | 1                                    | СПИСОК                                          | ЕР                                              | х                                    | х                                    | х                                    | х                                    | х                                    | х                                    | х                                    | х                                    |
| 188                                  | Букач                                | Петр                                 | Витальевич                           | 1986                                 | 1                                    | ОКРУГ                                           | Сам                                             | х                                    | х                                    | х                                    | х                                    | х                                    | х                                    | х                                    | х                                    |
| 189                                  | Волосовцева                          | Ольга                                | Игоревна                             | 1963                                 | 1                                    | ОКРУГ                                           | ЕР                                              | х                                    | х                                    | х                                    | х                                    | х                                    | х                                    | х                                    | х                                    |
| 29                                   | ГИГЕЛЬ                               | Татьяна                              | Анатольевна                          | 1960                                 | 5                                    | СПИСОК                                          | ЕР                                              | х                                    | х                                    | х                                    | х                                    | х                                    | х                                    | х                                    | х                                    |
| 31                                   | Груздев                              | Александр                            | Анатольевич                          | 1962                                 | 3                                    | СПИСОК                                          | СР                                              | х                                    | х                                    | х                                    | х                                    | х                                    | х                                    | х                                    | х                                    |
| 33                                   | Демина                               | Мария                                | Фоминична                            | 1956                                 | 2                                    | ОКРУГ                                           | КПРФ                                            | х                                    | х                                    | х                                    | х                                    | х                                    | х                                    | х                                    | х                                    |
| 190                                  | Добрынин                             | Олег                                 | Иванович                             | 1961                                 | 1                                    | СПИСОК                                          | Родина                                          | х                                    | х                                    | х                                    | х                                    | х                                    | х                                    | х                                    | х                                    |
| 36                                   | Екеева                               | Наталья                              | Михайловна                           | 1954                                 | 2                                    | ОКРУГ                                           | ЕР                                              | х                                    | х                                    | х                                    | х                                    | х                                    | х                                    | х                                    | х                                    |
| 191                                  | Заргумаров                           | Асет                                 | Асылбекович                          | 1981                                 | 1                                    | ОКРУГ                                           | Сам                                             | х                                    | х                                    | х                                    | х                                    | х                                    | х                                    | х                                    | х                                    |
| 192                                  | Кабудыкова                           | Мария                                | Константиновна                       | 1969                                 | 1                                    | ОКРУГ                                           | ЕР                                              | х                                    | х                                    | х                                    | х                                    | х                                    | х                                    | х                                    | х                                    |
| 193                                  | Кагарманов                           | Самат                                | Муратович                            | 1988                                 | 1                                    | ОКРУГ                                           | ЕР                                              | х                                    | х                                    | х                                    | х                                    | х                                    | х                                    | х                                    | х                                    |
| 212                                  | Казанцев                             | Леонид                               | Васильевич                           | 1951                                 | 1                                    | ОКРУГ                                           | КПРФ                                            | х                                    | х                                    | х                                    | х                                    | х                                    | х                                    | х                                    | х                                    |
| 52                                   | Казанцева                            | Алена                                | Борисовна                            | 1968                                 | 4                                    | ОКРУГ                                           | ЕР                                              | х                                    | х                                    | х                                    | х                                    | х                                    | х                                    | х                                    | х                                    |
| 194                                  | Коновалов                            | Михаил                               | Владимирович                         | 1983                                 | 1                                    | ОКРУГ                                           | ЕР                                              | х                                    | х                                    | х                                    | х                                    | х                                    | х                                    | х                                    | х                                    |
| 195                                  | Коршук                               | Александр                            | Николаевич                           | 1974                                 | 1                                    | ОКРУГ                                           | КПРФ                                            | х                                    | х                                    | х                                    | х                                    | х                                    | х                                    | х                                    | х                                    |
| 196                                  | КОХОЕВ                               | Артур                                | Павлович                             | 1982                                 | 1                                    | ОКРУГ                                           | ЕР                                              | х                                    | х                                    | х                                    | х                                    | х                                    | х                                    | х                                    | х                                    |
| 197                                  | Кухтуеков                            | Сергей                               | Владимирович                         | 1972                                 | 1                                    | ОКРУГ                                           | КПРФ                                            | х                                    | х                                    | х                                    | х                                    | х                                    | х                                    | х                                    | х                                    |
| 198                                  | Кымындынов                           | Юрий                                 | Иосифович                            | 1959                                 | 1                                    | СПИСОК                                          | КПРФ                                            | х                                    | х                                    | х                                    | х                                    | х                                    | х                                    | х                                    | х                                    |
| 199                                  | Ложкин                               | Сергей                               | Алексеевич                           | 1988                                 | 1                                    | ОКРУГ                                           | ЕР                                              | х                                    | х                                    | х                                    | х                                    | х                                    | х                                    | х                                    | х                                    |
| 200                                  | Мазалов                              | Сергей                               | Александрович                        | 1980                                 | 1                                    | ОКРУГ                                           | ПД                                              | х                                    | х                                    | х                                    | х                                    | х                                    | х                                    | х                                    | х                                    |
| 201                                  | Мызин                                | Айдар                                | Аркадьевич                           | 1986                                 | 1                                    | СПИСОК                                          | ЕР                                              | х                                    | х                                    | х                                    | х                                    | х                                    | х                                    | х                                    | х                                    |
| 202                                  | Пекпеева                             | Радмила                              | Сергеевна                            | 1984                                 | 1                                    | ОКРУГ                                           | ЕР                                              | х                                    | х                                    | х                                    | х                                    | х                                    | х                                    | х                                    | х                                    |
| 111                                  | Пильтин                              | Григорий                             | Николаевич                           | 1958                                 | 2                                    | ОКРУГ                                           | ЕР                                              | х                                    | х                                    | х                                    | х                                    | х                                    | х                                    | х                                    | х                                    |
| 203                                  | Попошев                              | Петр                                 | Борисович                            | 1971                                 | 1                                    | ОКРУГ                                           | ЕР                                              | х                                    | х                                    | х                                    | х                                    | х                                    | х                                    | х                                    | х                                    |
| 121                                  | Ромашкин                             | Виктор                               | Васильевич                           | 1959                                 | 7                                    | СПИСОК                                          | КПРФ                                            | х                                    | х                                    | х                                    | х                                    | х                                    | х                                    | х                                    | х                                    |
| 204                                  | Рябченко                             | Владислав                            | Васильевич                           | 1969                                 | 1                                    | ОКРУГ                                           | ЕР                                              | х                                    | х                                    | х                                    | х                                    | х                                    | х                                    | х                                    | х                                    |
| 205                                  | Софронов                             | Дмитрий                              | Валерьевич                           | 1987                                 | 1                                    | СПИСОК                                          | ЛДПР                                            | х                                    | х                                    | х                                    | х                                    | х                                    | х                                    | х                                    | х                                    |
| 206                                  | Суртаев                              | Юрий                                 | Иванович                             | 1961                                 | 1                                    | ОКРУГ                                           | ЕР                                              | х                                    | х                                    | х                                    | х                                    | х                                    | х                                    | х                                    | х                                    |
| 207                                  | Сюйлешев                             | Эзен                                 | Евгеньевич                           | 1988                                 | 1                                    | ОКРУГ                                           | ЕР                                              | х                                    | х                                    | х                                    | х                                    | х                                    | х                                    | х                                    | х                                    |
| 139                                  | Тазрашев                             | Айдар                                | Иванович                             | 1976                                 | 3                                    | ОКРУГ                                           | ЕР                                              | х                                    | х                                    | х                                    | х                                    | х                                    | х                                    | х                                    | х                                    |
| 145                                  | Терехов                              | Михаил                               | Алексеевич                           | 1951                                 | 2                                    | ОКРУГ                                           | ЕР                                              | х                                    | х                                    | х                                    | х                                    | х                                    | х                                    | х                                    | х                                    |
| 208                                  | Тимошенский                          | Сергей                               | Константинович                       | 1990                                 | 1                                    | СПИСОК                                          | ЕР                                              | х                                    | х                                    | х                                    | х                                    | х                                    | х                                    | х                                    | х                                    |
| 152                                  | Тулебаев                             | Аскар                                | Рыспекович                           | 1971                                 | 2                                    | ОКРУГ                                           | Сам                                             | х                                    | х                                    | х                                    | х                                    | х                                    | х                                    | х                                    | х                                    |
| 153                                  | ТЮЛЕНТИН                             | Владимир                             | Николаевич                           | 1953                                 | 5                                    | ОКРУГ                                           | ЕР                                              | х                                    | х                                    | х                                    | х                                    | х                                    | х                                    | х                                    | х                                    |
| 160                                  | Федькин                              | Михаил                               | Иванович                             | 1954                                 | 3                                    | СПИСОК                                          | КПРФ                                            | х                                    | х                                    | х                                    | х                                    | х                                    | х                                    | х                                    | х                                    |
| 209                                  | Цуприкова                            | Елена                                | Валерьевна                           | 1969                                 | 1                                    | СПИСОК                                          | КПРФ                                            | х                                    | х                                    | х                                    | х                                    | х                                    | х                                    | х                                    | х                                    |
| 166                                  | Чепкин                               | Герман                               | Евгеньевич                           | 1968                                 | 2                                    | ОКРУГ                                           | Сам                                             | х                                    | х                                    | х                                    | х                                    | х                                    | х                                    | х                                    | х                                    |
| 210                                  | Шубин                                | Денис                                | Евгеньевич                           | 1984                                 | 1                                    | СПИСОК                                          | ЕР                                              | х                                    | х                                    | х                                    | х                                    | х                                    | х                                    | х                                    | х                                    |
| 211                                  | Ябыева                               | Ай-Сулу                              | Александровна                        | 1989                                 | 1                                    | ОКРУГ                                           | ЕР                                              | х                                    | х                                    | х                                    | х                                    | х                                    | х                                    | х                                    | х                                    |

Сокращения в таблице: ЕР — Единая Россия, КПРФ — Коммунистическая партия Российской Федерации, ЛДПР — ЛДПР — Либерально-демократическая партия России, ПД — Партия дела, Родина — партия «Родина», Сам — самовыдвижение, СР — Справедливая Россия

## Дополнительная информация
В данной таблице указана должность и место работы в момент выдвижения кандидата и информация о том к кому перешел (в том числе в результате дополнительных выборов) мандат депутата в случае досрочного прекращения полномочий.
| № п/п | № в таблицах | Депутат      | Депутат    | Депутат        | Год рождения | Созыв | Должность, место работы | Информация о замещении мандата | Информация о замещении мандата |
| № п/п | № в таблицах | Фамилия      | Имя        | Отчество       | Год рождения | Созыв | Должность, место работы | Предшественник                 | Преемник                       |
| ----- | ------------ | ------------ | ---------- | -------------- | ------------ | ----- | --- | ------------------------------ | ------------------------------ |
| 1     | 1            | Агарков      | Александр  | Григорьевич    | 1949         | IV    | директор МУП Спецавтохозяйство, депутат Горно-Алтайского городского Совета                                                                                              | х                              | х                              |
| 1     | 1            | Агарков      | Александр  | Григорьевич    | 1949         | V     | генеральный директор ОАО "Спецавтохозяйство", депутат Республики Алтай                                                                                                  | х                              | х                              |
| 1     | 1            | Агарков      | Александр  | Григорьевич    | 1949         | VI    | генеральный директор ООО "Спецавтохозяйство", депутат Республики Алтай                                                                                                  | х                              | х                              |
| 2     | 2            | Адлыков      | Сергей     | Иванович       | 1967         | IV    | редактор отдела газеты "Звезда Алтая" | х                              | х                              |
| 3     | 3            | Акпашев      | Владимир   | Петрович       | 1951         | I     | глава администрации Чемальского района, депутат ВС Горно-Алтайской ССР                                                                                                  | х                              | х                              |
| 4     | 4            | Алчубаев     | Александр  | Николаевич     | 1954         | III   | председатель правления ООО КБ "Эл-банк" | х                              | х                              |
| 5     | 5            | Альпимов     | Укмет      | Альпимович     | 1946         | VI    | индивидуальный предприниматель | х                              | х                              |
| 6     | 183          | Аманчин      | Еликпай    | Сергеевич      | 1950         | VII   | первый секретарь Усть-Канского районного комитета КПРФ , депутат районного Совета депутатов Усть-Канского района                                                        | х                              | х                              |
| 7     | 6            | Амургушев    | Владимир   | Константинович | 1946         | IV    | пенсионер | х                              | х                              |
| 8     | 184          | Амыев        | Аткыр      | Олегович       | 1982         | VII   | индивидуальный предприниматель , депутат районного Совета депутатов МО "Онгудайский район"                                                                              | х                              | х                              |
| 9     | 7            | Андронов     | Олег       | Владимирович   | 1966         | VI    | начальник отдела "Турочакское лесничество" Министерства лесного хозяйства РА                                                                                            | х                              | х                              |
| 10    | 8            | АНТАРАДОНОВ  | Юрий       | Васильевич     | 1949         | I     | президент Союза предпринимателей Республики Алтай | х                              | х                              |
| 10    | 8            | АНТАРАДОНОВ  | Юрий       | Васильевич     | 1949         | III   | первый заместитель председателя Правительства Республики Алтай | х                              | Кокушев                        |
| 10    | 8            | АНТАРАДОНОВ  | Юрий       | Васильевич     | 1949         | VI    | пенсионер | х                              | Сумин                          |
| 11    | 9            | Анчин        | Владислав  | Эркеменович    | 1961         | V     | председатель совета фонда РАОФ "Единство" | х                              | х                              |
| 12    | 10           | Апенышева    | Надежда    | Ивановна       | 1950         | IV    | директор Усть-Коксинского профессионального училища №2 | х                              | х                              |
| 12    | 10           | Апенышева    | Надежда    | Ивановна       | 1950         | V     | директор Усть-Коксинского профессионального училища №2, депутат Республики Алтай                                                                                        | х                              | х                              |
| 13    | 11           | Асканаков    | Евгений    | Семенович      | 1971         | VI    | директор МУП "Бюро технической инвентаризации и учёта объектов недвижимости" МО "Майминский район", депутат Майминского районного Совета депутатов                      | х                              | х                              |
| 14    | 12           | Атажанов     | Рашид      | Досимович      | 1964         | V     | глава крестьянского хозяйства Атажановых | х                              | х                              |
| 14    | 12           | Атажанов     | Рашид      | Досимович      | 1964         | VI    | глава крестьянского хозяйства Атажановых, депутат Республики Алтай | х                              | х                              |
| 14    | 12           | Атажанов     | Рашид      | Досимович      | 1964         | VII   | глава крестьянского(фермерского) хозяйства Р.Д. Атажанова, депутат Республики Алтай                                                                                     | х                              | х                              |
| 15    | 13           | Бабрашев     | Эдуард     | Васильевич     | 1956         | III   | директор ГУП "Горно-Алтайская Республиканская типография" | Букачаков                      | х                              |
| 16    | 185          | Байдалаков   | Рустам     | Николаевич     | 1977         | VII   | временно не работает | х                              | х                              |
| 17    | 14           | Бардин       | Чагаш      | Турачинович    | 1953         | IV    | председатель совета Онгудайского районного потребительского союза "Ойрот", депутат Онгудайского районного Совета депутатов                                              | х                              | х                              |
| 18    | 15           | Баяндина     | Валентина  | Владимировна   | 1953         | II    | директор Центра профориентации и психологической поддержки населения Республики Алтай                                                                                   | Гречушников                    | Огнев                          |
| 19    | 186          | Бегенов      | Ержанат    | Тартыпович     | 1981         | VII   | глава крестьянского (фермерского) хозяйства Е.Т.Бегенова | х                              | х                              |
| 20    | 16           | Бегимбеков   | Марал      | Чаншарканович  | 1963         | IV    | генеральный директор ООО "Расул" | х                              | Кустубаев                      |
| 21    | 17           | Бедарев      | Валерий    | Владимирович   | 1957         | II    | главный врач Горно-Алтайской республиканской детской больницы | х                              | х                              |
| 22    | 18           | Безрученков  | Виктор     | Иванович       | 1962         | II    | директор частного предприятия "Виктор" | х                              | Чеконов                        |
| 22    | 18           | Безрученков  | Виктор     | Иванович       | 1962         | III   | первый заместитель председателя Правительства Республики Алтай | х                              | х                              |
| 22    | 18           | Безрученков  | Виктор     | Иванович       | 1962         | IV    | заместитель председателя Государственного Собрания Республики Алтай , депутат Республики Алтай                                                                          | х                              | х                              |
| 22    | 18           | Безрученков  | Виктор     | Иванович       | 1962         | V     | председатель комитета Государственного Собрания Республики Алтай , депутат Республики Алтай                                                                             | х                              | Переверзев                     |
| 23    | 19           | БЕЛЕКОВ      | Иван       | Итулович       | 1953         | II    | председатель Комитета Правительства Республики Алтай по ликвидации последствий влияния ядерных испытаний на Семипалатинском полигоне                                    | х                              | х                              |
| 23    | 19           | БЕЛЕКОВ      | Иван       | Итулович       | 1953         | III   | заместитель председателя Государственного Собрания Республики Алтай, депутат Республики Алтай                                                                           | х                              | Табаев                         |
| 23    | 19           | БЕЛЕКОВ      | Иван       | Итулович       | 1953         | IV    | министр культуры и кино Республики Алтай | х                              | х                              |
| 23    | 19           | БЕЛЕКОВ      | Иван       | Итулович       | 1953         | V     | председатель Государственного Собрания Республики Алтай , депутат Республики Алтай                                                                                      | х                              | х                              |
| 23    | 19           | БЕЛЕКОВ      | Иван       | Итулович       | 1953         | VI    | председатель Государственного Собрания Республики Алтай , депутат Республики Алтай                                                                                      | х                              | Боделукова                     |
| 24    | 187          | Бидинов      | Борис      | Иванович       | 1972         | VII   | ведущий специалист по связям с общественностью и по вопросам приграничного сотрудничества администрации МО "Кош-Агачский район"                                         | х                              | х                              |
| 25    | 20           | Боделукова   | Ася        | Геннадьевна    | 1987         | VI    | консультант Совета депутатов МО "Улаганский район" | Белеков                        | х                              |
| 26    | 21           | Болтухин     | Николай    | Яковлевич      | 1952         | I     | глава администрации Турочакского района | х                              | Пустогачев                     |
| 27    | 188          | Букач        | Петр       | Витальевич     | 1986         | VII   | директор ООО "ЭКСПЕРТПРОЕКТСТРОЙ" | х                              | х                              |
| 28    | 22           | Букачаков    | Валерий    | Метрофанович   | 1965         | VI    | начальник БУ РА "Усть-Канская районная станция по борьбе с болезнями животных"                                                                                          | х                              | х                              |
| 29    | 23           | БУКАЧАКОВ    | Родион     | Борисович      | 1963         | III   | глава Бешпельтирской сельской администрации | х                              | Бабрашев                       |
| 29    | 23           | БУКАЧАКОВ    | Родион     | Борисович      | 1963         | IV    | руководитель представительства межрегиональной ассоциации "Сибирское соглашение" в Республике Алтай                                                                     | Шевченко                       | х                              |
| 30    | 24           | Вавилкин     | Валерий    | Михайлович     | 1956         | VI    | директор ООО "Горно-Строй" | х                              | х                              |
| 31    | 25           | Вайнбергер   | Владимир   | Давыдович      | 1950         | II    | председатель правления сельскохозяйственного кооператива "Нижне-Уймонский"                                                                                              | х                              | х                              |
| 31    | 25           | Вайнбергер   | Владимир   | Давыдович      | 1950         | III   | председатель правления СПК "Нижне-Уймонский", депутат Республики Алтай                                                                                                  | х                              | х                              |
| 32    | 26           | ВОЛКОВ       | Владилен   | Владимирович   | 1939         | I     | председатель Союза ветеранов Афганистана Республики Алтай | х                              | х                              |
| 33    | 189          | Волосовцева  | Ольга      | Игоревна       | 1963         | VII   | корреспондент АУ редакция газеты "Сельчанка" | х                              | х                              |
| 34    | 27           | Гайдабрус    | Мария      | Павловна       | 1944         | I     | председатель постоянной комиссии Верховного Совета Горно-Алтайской ССР, депутат ВС Горно-Алтайской ССР                                                                  | х                              | х                              |
| 35    | 28           | Гевель       | Вадим      | Владимирович   | 1963         | I     | генеральный директор фирмы "ЭКО-Тонус", депутат ВС Горно-Алтайской ССР                                                                                                  | х                              | х                              |
| 36    | 29           | ГИГЕЛЬ       | Татьяна    | Анатольевна    | 1962         | III   | директор Чойского лесхоза | х                              | х                              |
| 36    | 29           | ГИГЕЛЬ       | Татьяна    | Анатольевна    | 1962         | IV    | директор ФГУ "Чойский лесхоз", депутат Республики Алтай | х                              | х                              |
| 36    | 29           | ГИГЕЛЬ       | Татьяна    | Анатольевна    | 1962         | V     | заместитель председателя Государственного Собрания Республики Алтай , депутат Республики Алтай                                                                          | х                              | х                              |
| 36    | 29           | ГИГЕЛЬ       | Татьяна    | Анатольевна    | 1962         | VI    | заместитель председателя Государственного Собрания Республики Алтай , депутат Республики Алтай                                                                          | х                              | Попова                         |
| 36    | 29           | ГИГЕЛЬ       | Татьяна    | Анатольевна    | 1962         | VII   | член Совета Федерации Федерального Собрания Российской Федерации | х                              | Шубин                          |
| 37    | 30           | Гречушников  | Сергей     | Николаевич     | 1953         | II    | исполнительный директор ТОО агрофирма «Амурская» | х                              | Баяндина                       |
| 38    | 31           | Груздев      | Александр  | Анатольевич    | 1962         | V     | индивидуальный предприниматель | х                              | х                              |
| 38    | 31           | Груздев      | Александр  | Анатольевич    | 1962         | VI    | индивидуальный предприниматель , депутат Республики Алтай | х                              | х                              |
| 38    | 31           | Груздев      | Александр  | Анатольевич    | 1962         | VII   | помощник депутата Государственной Думы Федерального Собрания Российской Федерации , депутат Республики Алтай                                                            | х                              | х                              |
| 39    | 32           | Гурьянов     | Александр  | Александрович  | 1946         | II    | главный врач Горно-Алтайской республиканской больницы | х                              | х                              |
| 39    | 32           | Гурьянов     | Александр  | Александрович  | 1946         | III   | главный врач Горно-Алтайской республиканской больницы , депутат Республики Алтай                                                                                        | х                              | Звягинцев                      |
| 40    | 33           | Демина       | Мария      | Фоминична      | 1956         | IV    | временно не работает | х                              | х                              |
| 40    | 33           | Демина       | Мария      | Фоминична      | 1956         | VII   | индивидуальный предприниматель , депутат Горно-Алтайского городского Совета депутатов                                                                                   | х                              | х                              |
| 41    | 34           | Джаткамбаев  | Ауельхан   | Жазитович      | 1954         | I     | председатель колхоза имени Калинина Кош-Агачского района, депутат ВС Горно-Алтайской ССР                                                                                | х                              | х                              |
| 41    | 34           | Джаткамбаев  | Ауельхан   | Жазитович      | 1954         | V     | пенсионер | х                              | Тазрашев                       |
| 42    | 190          | Добрынин     | Олег       | Иванович       | 1961         | VII   | пенсионер | х                              | х                              |
| 43    | 35           | Дуплинская   | Вера       | Дмитриевна     | 1949         | III   | глава Чемальской сельской администрации | х                              | х                              |
| 44    | 36           | Екеева       | Наталья    | Михайловна     | 1954         | V     | директор ГНУ РА "Научно-исследовательский институт алтаистики им. С.С.Суразакова"                                                                                       | х                              | Шваба                          |
| 44    | 36           | Екеева       | Наталья    | Михайловна     | 1954         | VII   | первый заместитель председателя Правительства Республики Алтай | х                              | х                              |
| 45    | 37           | Ефимов       | Анатолий   | Викторович     | 1958         | I     | директор ООО "Производственно-коммерческая фирма Ефимовых", депутат ВС Горно-Алтайской ССР                                                                              | х                              | х                              |
| 46    | 38           | Ефимов       | Сергей     | Александрович  | 1965         | III   | генеральный директор ООО "Телком" | Москалев                       | х                              |
| 46    | 38           | Ефимов       | Сергей     | Александрович  | 1965         | IV    | генеральный директор ООО "АМК", депутат Республики Алтай | х                              | х                              |
| 46    | 38           | Ефимов       | Сергей     | Александрович  | 1965         | V     | генеральный директор ООО "ПКФ АМК", депутат Республики Алтай | х                              | х                              |
| 46    | 38           | Ефимов       | Сергей     | Александрович  | 1965         | VI    | председатель комитета Государственного Собрания Республики Алтай , депутат Республики Алтай                                                                             | х                              | х                              |
| 47    | 39           | Жарова       | Татьяна    | Анатольевна    | 1958         | V     | руководитель представительства Сибирской Академии государственной службы в г.Горно-Алтайске                                                                             | х                              | Софронова                      |
| 48    | 191          | Заргумаров   | Асет       | Асылбекович    | 1981         | VII   | начальник клиентского офиса Горно-Алтайского филиала АО "Алтайэнергосбыт"                                                                                               | х                              | х                              |
| 49    | 40           | Зарубин      | Юрий       | Васильевич     | 1949         | I     | директор Горно-Алтайской средней школы №8, депутат ВС Горно-Алтайской ССР                                                                                               | х                              | х                              |
| 50    | 41           | Звягинцев    | Евгений    | Николаевич     | 1964         | II    | генеральный директор торговой компании «Зент» | х                              | х                              |
| 50    | 41           | Звягинцев    | Евгений    | Николаевич     | 1964         | III   | генеральный директор ООО "ЗЕНТ | Гурьянов                       | х                              |
| 51    | 42           | Земиров      | Юрий       | Семенович      | 1954         | II    | директор Алтайского экспериментального хозяйства Сибирского отделения Российской Академии наук                                                                          | Карамаев                       | х                              |
| 51    | 42           | Земиров      | Юрий       | Семенович      | 1954         | III   | директор Алтайского экспериментального хозяйства Сибирского отделения Российской Академии наук, депутат Республики Алтай                                                | х                              | х                              |
| 51    | 42           | Земиров      | Юрий       | Семенович      | 1954         | IV    | директор Алтайского экспериментального хозяйства Сибирского отделения Российской Академии наук, депутат Республики Алтай                                                | х                              | х                              |
| 51    | 42           | Земиров      | Юрий       | Семенович      | 1954         | V     | директор ФГУП "Алтайское экспериментальное сельское хозяйство" Сибирского отделения Российской Академии наук , депутат Республики Алтай                                 | х                              | Шадрин                         |
| 51    | 42           | Земиров      | Юрий       | Семенович      | 1954         | VI    | министр сельского хозяйства Республики Алтай | х                              | Казаченко                      |
| 52    | 43           | Зиануров     | Оскар      | Туспекович     | 1960         | III   | директор МУП "Котельные и тепловые сети" | х                              | х                              |
| 53    | 44           | Зоммер       | Петр       | Александрович  | 1949         | III   | директор ГУП "Горно-Алтайское" ПАТП | Трутнев                        | х                              |
| 53    | 44           | Зоммер       | Петр       | Александрович  | 1949         | IV    | и.о. генерального директора ОАО "ПАТП", депутат Республики Алтай | х                              | х                              |
| 54    | 45           | ЗУБАКИН      | Семен      | Иванович       | 1952         | I     | председатель постоянной комиссии Верховного Совета Горно-Алтайской ССР, депутат ВС Горно-Алтайской ССР                                                                  | х                              | Писарев                        |
| 55    | 46           | Зюлин        | Анатолий   | Федорович      | 1937         | IV    | председатель Республиканского совета ветеранов войны, труда, Вооруженных Сил и правоохранительных органов                                                               | х                              | х                              |
| 56    | 47           | Зяблицкий    | Сергей     | Иванович       | 1956         | IV    | директор ООО "Манжерок" | х                              | х                              |
| 57    | 48           | Иванов       | Константин | Георгиевич     | 1950         | III   | директор малого предприятия Агрофирма "Орион" | х                              | х                              |
| 58    | 49           | Имансакипов  | Канат      | Чагуанович     | 1959         | III   | директор МУП "Кош-Агачский Райтопсбыт", депутат Кош-Агачского районного Совета депутатов                                                                                | Камзабаев                      | х                              |
| 59    | 50           | Иташев       | Аржан      | Валерьевич     | 1977         | VI    | исполнительный директор филиала ЗАО "Капитал Медицинское страхование" в г.Горно-Алтайске                                                                                | х                              | Казаков                        |
| 60    | 192          | Кабудыкова   | Мария      | Константиновна | 1969         | VII   | директор МБОУ "Мультинская средняя общеобразовательная школа имени П.В. Железнова "                                                                                     | х                              | х                              |
| 61    | 193          | Кагарманов   | Самат      | Муратович      | 1988         | VII   | временно не работает , депутат Совета депутатов МО "Казахское сельское поселение"                                                                                       | х                              | х                              |
| 62    | 51           | Казаков      | Александр  | Николаевич     | 1958         | VI    | преподаватель-организатор МОУ "Чемальская средняя общеобразовательная школа"                                                                                            | Иташев                         | х                              |
| 63    | 212          | Казанцев     | Леонид     | Васильевич     | 1951         | VII   | первый секретарь Усть-Коксинского районного Комитета КПРФ | Тюлентин                       | х                              |
| 64    | 52           | Казанцева    | Алена      | Борисовна      | 1968         | IV    | председатель правления региональной общественной организации "Общество инвалидов с детства "Возрождение""                                                               | х                              | х                              |
| 64    | 52           | Казанцева    | Алена      | Борисовна      | 1968         | V     | директор МУ "Комплексный центр социального обслуживания населения МО "Майминский район"", депутат Республики Алтай                                                      | х                              | х                              |
| 64    | 52           | Казанцева    | Алена      | Борисовна      | 1968         | VI    | председатель комитета Государственного Собрания Республики Алтай , депутат Республики Алтай                                                                             | х                              | х                              |
| 64    | 52           | Казанцева    | Алена      | Борисовна      | 1968         | VII   | главный редактор АУ РА "Редакция газеты "Звезда Алтая" , депутат Республики Алтай                                                                                       | х                              | х                              |
| 65    | 53           | Казаченко    | Александр  | Сергеевич      | 1981         | VI    | генеральный директор ОАО " Дорожное Эксплуатационное Предприятие №219"                                                                                                  | Земиров                        | х                              |
| 66    | 54           | Камзабаев    | Олег       | Сарандаевич    | 1956         | III   | первый заместитель главы администрация Кош-Агачского района | х                              | Имансакипов                    |
| 67    | 55           | Камитов      | Ертаргын   | Наймантаевич   | 1953         | II    | председатель колхоза «Путь к коммунизму» Кош-Агачского района | х                              | х                              |
| 68    | 56           | Канищев      | Владимир   | Борисович      | 1954         | II    | заместитель управляющего отделения Пенсионного фонда РФ по Республике Алтай                                                                                             | х                              | х                              |
| 69    | 57           | Карамаев     | Владимир   | Байданович     | 1954         | I     | директор совхоза "Оленевод" Шебалинского район | х                              | х                              |
| 69    | 57           | Карамаев     | Владимир   | Байданович     | 1954         | II    | министр сельского хозяйства и продовольствия Республики Алтай | х                              | Земиров                        |
| 70    | 58           | Кара-Сал     | Нэля       | Николаевна     | 1959         | IV    | главный врач Усть-Канской центральной районной больницы | х                              | х                              |
| 71    | 59           | Карасев      | Павел      | Дмитриевич     | 1955         | II    | заместитель директора ООО "Алтаком" | Суртаева                       | х                              |
| 71    | 59           | Карасев      | Павел      | Дмитриевич     | 1955         | III   | консультант по управлению деятельностью ООО "Айс Берг", депутат Республики Алтай                                                                                        | х                              | х                              |
| 72    | 60           | Карманов     | Николай    | Васильевич     | 1970         | VI    | начальник филиала ФГУП "Связь-Безопасность" - Управление ведомственной охраны по Республике Алтай                                                                       | х                              | х                              |
| 73    | 61           | Карпов       | Владимир   | Григорьевич    | 1940         | VI    | пенсионер | Кыдатов                        | х                              |
| 74    | 62           | Кергилов     | Альберт    | Петрович       | 1959         | IV    | заместитель главы администрации МО "Шебалинский район" | х                              | х                              |
| 75    | 63           | Кириллов     | Александр  | Александрович  | 1962         | IV    | тренер-преподаватель СДЮШОР комитета по физической культуре и спорту Республики Алтай                                                                                   | Ложкин                         | х                              |
| 75    | 63           | Кириллов     | Александр  | Александрович  | 1962         | V     | заместитель директора ГОУ "Школа высшего спортивного мастерства-центр спортивной подготовки сборных команд Республики Алтай, депутат Республики Алтай                   | х                              | х                              |
| 76    | 64           | Клепиков     | Алексей    | Тихонович      | 1958         | III   | генеральный директор ЗАО "Терек" | х                              | х                              |
| 77    | 65           | Князев       | Урмат      | Алексеевич     | 1978         | IV    | временно не работает | х                              | х                              |
| 77    | 65           | Князев       | Урмат      | Алексеевич     | 1978         | V     | юрист, депутат Республики Алтай | х                              | Малчинов                       |
| 78    | 66           | Кожанов      | Аманжол    | Сакыбанович    | 1970         | V     | заместитель директора ООО "Электрик" | х                              | х                              |
| 79    | 67           | Кокушев      | Михаил     | Еченович       | 1950         | III   | директор ЗАО "Ануйский сыр" | Антарадонов                    | х                              |
| 80    | 194          | Коновалов    | Михаил     | Владимирович   | 1983         | VII   | начальник БУ РА "Майминская районная станция по борьбе с болезнями животных" , депутат сельского Совета депутатов МО "Майминское сельское поселение"                    | х                              | х                              |
| 81    | 68           | КОНЧЕВ       | Владимир   | Егорович       | 1954         | I     | председатель комитета культуры Правительства Республики Алтай | х                              | х                              |
| 82    | 69           | Кончубаев    | Сергей     | Павлович       | 1947         | II    | главный врач Улаганской районной больницы | х                              | х                              |
| 83    | 70           | Коротенко    | Сергей     | Дмитриевич     | 1949         | V     | первый заместитель главы администрации МО "Шебалинский район" | х                              | х                              |
| 84    | 195          | Коршук       | Александр  | Николаевич     | 1974         | VII   | индивидуальный предприниматель , депутат Майминского районного Совета депутатов                                                                                         | х                              | х                              |
| 85    | 71           | Косарев      | Георгий    | Михайлович     | 1946         | I     | директор КСП "Абайское" Усть-Коксинского района, депутат ВС Горно-Алтайской ССР                                                                                         | х                              | х                              |
| 86    | 196          | Кохоев       | Артур      | Павлович       | 1982         | VII   | помощник члена Совета Федерации Федерального Собрания Российской Федерации                                                                                              | х                              | х                              |
| 87    | 72           | Криворученко | Константин | Юрьевич        | 1972         | IV    | председатель правления акционерного коммерческого банка "Ноосфера" | Пьянков                        | х                              |
| 87    | 72           | Криворученко | Константин | Юрьевич        | 1972         | V     | председатель правления акционерного коммерческого банка "Ноосфера", депутат Республики Алтай                                                                            | х                              | х                              |
| 87    | 72           | Криворученко | Константин | Юрьевич        | 1972         | VI    | председатель правления акционерного коммерческого банка "Ноосфера",, депутат Республики Алтай                                                                           | х                              | х                              |
| 88    | 73           | Кудачин      | Валерий    | Владимирович   | 1959         | I     | первый вице-президент корпорации " Алтай-недра", депутат ВС Горно-Алтайской ССР                                                                                         | х                              | х                              |
| 89    | 74           | Кудрявцева   | Светлана   | Степановна     | 1958         | V     | директор МОУ "Средняя общеобразовательная школа №4 г.Горно-Алтайска", депутат Горно-Алтайского городского Совета депутатов                                              | х                              | х                              |
| 89    | 74           | Кудрявцева   | Светлана   | Степановна     | 1958         | VI    | управляющая регионального отделения Фонда социального страхования по Республики Алтай, депутат Республики Алтай                                                         | х                              | х                              |
| 90    | 75           | Кукотин      | Василий    | Иванович       | 1951         | II    | генеральный директор ОАО "Горно-Алтайтоппром" | х                              | Ромашкин                       |
| 91    | 76           | Кулаков      | Александр  | Васильевич     | 1957         | II    | директор агентства Федеральной продовольственной корпорации Республики Алтай                                                                                            | х                              | х                              |
| 92    | 77           | Кургулов     | Константин | Алексеевич     | 1949         | II    | индивидуальный предприниматель | Чараганов                      | х                              |
| 92    | 77           | Кургулов     | Константин | Алексеевич     | 1949         | III   | индивидуальный предприниматель, депутат Республики Алтай | х                              | х                              |
| 93    | 78           | Кустубаев    | Эрболат    | Тлеугабылович  | 1977         | IV    | директор ООО "Дархан" | Бегимбеков                     | х                              |
| 94    | 197          | Кухтуеков    | Сергей     | Владимирович   | 1972         | VII   | директор ООО "Воздух Алтая" | х                              | х                              |
| 95    | 79           | Кыдатов      | Вечеслав   | Афанасьевич    | 1963         | I     | генеральный директор корпорации "Строитель" | Пустогачев                     | х                              |
| 95    | 79           | Кыдатов      | Вечеслав   | Афанасьевич    | 1963         | VI    | генеральный директор АПК"Заречный" | х                              | Карпов                         |
| 96    | 80           | Кыдыева      | Светлана   | Карамаевна     | 1954         | III   | пресс-секретарь Государственного Собрания Республики Алтай | х                              | х                              |
| 96    | 80           | Кыдыева      | Светлана   | Карамаевна     | 1954         | IV    | редактор отдела новостей газеты "Алтайдын Чолмоны", депутат Республики Алтай                                                                                            | х                              | х                              |
| 97    | 198          | Кымындынов   | Юрий       | Иосифович      | 1959         | VII   | преподаватель МБУ ДО "Улаганская детская школа искусств им. А.Г. Калкина"                                                                                               | х                              | Федькин                        |
| 98    | 81           | Кыпчаков     | Роберт     | Васильевич     | 1965         | VI    | директор КУ РА "Центр занятости населения Усть-Коксинского района" | Смирнов                        | х                              |
| 99    | 82           | Кырова       | Наталья    | Борисовна      | 1954         | II    | директор юридической фирмы "Защита" | х                              | х                              |
| 100   | 83           | Лазарев      | Михаил     | Иванович       | 1969         | IV    | помощник депутата Государственной Думы Федерального Собрания Российской Федерации                                                                                       | х                              | х                              |
| 101   | 84           | Ларин        | Евгений    | Владимирович   | 1969         | IV    | председатель совета Республиканского потребительского общества "Горно-Алтайская торговая база"                                                                          | х                              | Шадрин                         |
| 102   | 85           | Латышков     | Евгений    | Николаевич     | 1960         | IV    | руководитель исполнительного комитета регионального отделения политической партии "Единая Россия"                                                                       | х                              | х                              |
| 102   | 85           | Латышков     | Евгений    | Николаевич     | 1960         | V     | руководитель исполнительного комитета регионального отделения Всероссийской политической партии "Единая Россия", депутат Республики Алтай                               | х                              | х                              |
| 102   | 85           | Латышков     | Евгений    | Николаевич     | 1960         | VI    | руководитель исполнительного комитета регионального отделения Всероссийской политической партии "Единая Россия", депутат Республики Алтай                               | х                              | х                              |
| 103   | 86           | Ложкин       | Евгений    | Владимирович   | 1967         | IV    | начальник МУП "Электросервис", депутат Совета депутатов МО "Чойский район"                                                                                              | х                              | Кириллов                       |
| 104   | 199          | Ложкин       | Сергей     | Алексеевич     | 1988         | VII   | председатель Совета Республиканского союза потребительских обществ Республики Алтай , депутат Совета депутатов Артыбашского сельского поселения                         | х                              | х                              |
| 105   | 200          | Мазалов      | Сергей     | Александрович  | 1980         | VII   | индивидуальный предприниматель , депутат районного Совета депутатов МО "Шебалинский район"                                                                              | х                              | х                              |
| 106   | 87           | Маиков       | Леонид     | Донскоевич     | 1960         | II    | начальник Усть-Канского дорожного ремонтно - строительного управления                                                                                                   | х                              | Петров                         |
| 107   | 88           | Максимов     | Василий    | Степанович     | 1948         | II    | заведующий государственно-правовым отделом Государственного Собрания Республики Алтай                                                                                   | х                              | х                              |
| 108   | 89           | Макышева     | Клавдия    | Мундусовна     | 1951         | II    | врач Онгудайской районной больницы | х                              | х                              |
| 109   | 90           | Малчинов     | Николай    | Михайлович     | 1955         | V     | пенсионер | Князев                         | х                              |
| 109   | 90           | Малчинов     | Николай    | Михайлович     | 1955         | VI    | исполнительный директор Ассоциации "Совет муниципальных образований Республики Алтай", депутат Республики Алтай                                                         | х                              | х                              |
| 110   | 91           | Манзыров     | Александр  | Поликарпович   | 1957         | V     | главный специалист-эксперт отдела правового обеспечения, управления и распоряжения земельными ресурсами территориального управления Росимущества по Республике Алтай    | х                              | х                              |
| 111   | 92           | Манзыров     | Юрий       | Макарович      | 1964         | V     | глава крестьянского хозяйства "Мечин" | х                              | х                              |
| 112   | 93           | Манышев      | Василий    | Карманчинович  | 1952         | VI    | пенсионер | х                              | х                              |
| 113   | 94           | Марков       | Виктор     | Николаевич     | 1945         | I     | заведующий юридической консультацией Турочакского района, депутат ВС Горно-Алтайской ССР                                                                                | х                              | х                              |
| 113   | 94           | Марков       | Виктор     | Николаевич     | 1945         | II    | заведующий юридической консультацией Турочакского района, депутат Республики Алтай                                                                                      | х                              | Сумачаков                      |
| 114   | 95           | Михайлов     | Сергей     | Сергеевич      | 1976         | V     | обозреватель группы изданий "Листок" | х                              | х                              |
| 115   | 96           | Морозов      | Виктор     | Кузьмич        | 1951         | III   | заместитель начальника милиции общественной безопасности Республики Алтай                                                                                               | х                              | х                              |
| 115   | 96           | Морозов      | Виктор     | Кузьмич        | 1951         | IV    | заместитель директора ЗАО страховая группа "Спасские ворота", депутат Республики Алтай                                                                                  | х                              | х                              |
| 116   | 97           | Москалев     | Николай    | Михайлович     | 1954         | II    | директор строительного управления № 3 | х                              | х                              |
| 116   | 97           | Москалев     | Николай    | Михайлович     | 1954         | III   | директор ЗАО "СУ-3", депутат Республики Алтай | х                              | Ефимов                         |
| 117   | 201          | Мызин        | Айдар      | Аркадьевич     | 1986         | VII   | временно не работает | х                              | х                              |
| 118   | 98           | Нечаев       | Николай    | Иванович       | 1954         | VI    | начальник управления КУ РА РУАД "Горно-Алтайавтодор" | х                              | х                              |
| 119   | 99           | Никитенко    | Наталья    | Александровна  | 1976         | VI    | заместитель главы администрации МО "Шебалинский район" по социальным вопросам                                                                                           | х                              | х                              |
| 120   | 100          | Новоселов    | Николай    | Алексеевич     | 1957         | I     | глава крестьянского хозяйства "Росс" Чойского района, депутат ВС Горно-Алтайской ССР                                                                                    | х                              | Стародубцев                    |
| 121   | 101          | Огнев        | Сергей     | Ильич          | 1959         | II    | генеральный директор ТОО "Инициатива" | Баяндина                       | х                              |
| 121   | 101          | Огнев        | Сергей     | Ильич          | 1959         | III   | генеральный директор ООО "Объединение "Инициатива", депутат Республики Алтай                                                                                            | х                              | х                              |
| 122   | 102          | Ойношева     | Любовь     | Феликсовна     | 1966         | VI    | директор МБОУ "Беш-Озекская средняя общеобразовательная школа" | х                              | Уланкин                        |
| 123   | 103          | Орехов       | Юрий       | Юрьевич        | 1967         | VI    | помощник депутата Государственной Думы Федерального Собрания Российской Федерации, депутат Горно-Алтайского городского Совета депутатов                                 | х                              | х                              |
| 124   | 104          | Очурдяпов    | Сергей     | Николаевич     | 1974         | IV    | ведущий специалист администрации МО "Кош-Агачский район | х                              | х                              |
| 125   | 105          | Паклин       | Михаил     | Итальевич      | 1968         | V     | доцент Горно-Алтайского государственного университета | х                              | х                              |
| 126   | 106          | Пальчиков    | Валерий    | Семенович      | 1959         | V     | главный врач Турочакской центральной районной больницы | х                              | х                              |
| 127   | 107          | Панкратов    | Игорь      | Иванович       | 1958         | II    | заместитель управляющего отделения Пенсионного фонда РФ по Республике Алтай                                                                                             | х                              | х                              |
| 128   | 108          | ПЕКПЕЕВ      | Сергей     | Тимурович      | 1956         | I     | президент коммерческого банка "Алтайэнергобанк", депутат ВС Горно-Алтайской ССР                                                                                         | х                              | х                              |
| 129   | 202          | Пекпеева     | Радмила    | Сергеевна      | 1984         | VII   | директор некоммерческого фонда Сергея Тимуровича Пекпеева | х                              | х                              |
| 130   | 109          | Переверзев   | Сергей     | Александрович  | 1953         | I     | главный врач Майминской районной больницы, депутат ВС Горно-Алтайской ССР                                                                                               | х                              | х                              |
| 130   | 109          | Переверзев   | Сергей     | Александрович  | 1953         | III   | главный врач Горно-Алтайской республиканской больницы | Ромашкин                       | х                              |
| 130   | 109          | Переверзев   | Сергей     | Александрович  | 1953         | V     | главный врач Горно-Алтайской республиканской больницы | Безрученков                    | х                              |
| 131   | 110          | ПЕТРОВ       | Владимир   | Иванович       | 1942         | I     | нет данных | Ялбаков                        | х                              |
| 131   | 110          | ПЕТРОВ       | Владимир   | Иванович       | 1942         | II    | нет данных | Маиков                         | х                              |
| 132   | 111          | Пильтин      | Григорий   | Николаевич     | 1958         | II    | директор ООО "СЕБИ-Агро" | х                              | х                              |
| 132   | 111          | Пильтин      | Григорий   | Николаевич     | 1958         | VII   | заместитель председателя Правительства Республики Алтай | х                              | х                              |
| 133   | 112          | Писарев      | Федор      | Спиридонович   | 1952         | I     | нет данных | Зубакин                        | х                              |
| 134   | 113          | Пиунов       | Вячеслав   | Евгеньевич     | 1954         | I     | вице-президент акционерного коммерческого банка "Ноосфера", депутат ВС Горно-Алтайской ССР                                                                              | х                              | х                              |
| 135   | 114          | Пономарев    | Олег       | Викторович     | 1966         | III   | директор ООО "Ару-Кей" | х                              | х                              |
| 136   | 115          | Попова       | Светлана   | Альбертовна    | 1964         | II    | врач Усть-Коксинской районной амбулатории | х                              | х                              |
| 137   | 116          | Попова       | Светлана   | Самсоновна     | 1971         | VI    | руководитель службы управления персоналом ОАО "Рудник Веселый | Гигель                         | х                              |
| 138   | 203          | Попошев      | Петр       | Борисович      | 1971         | VII   | помощник депутата Государственной Думы Федерального Собрания Российской Федерации , депутат Горно-Алтайского городского Совета депутатов                                | х                              | х                              |
| 139   | 117          | Пустогачев   | Марат      | Антонович      | 1957         | II    | главный специалист отделения Пенсионного фонда РФ по Республике Алтай                                                                                                   | х                              | х                              |
| 140   | 118          | Пустогачев   | Яков       | Андреевич      | 1937         | I     | директор Горно-Алтайского научно-исследовательского института истории, языка и литературы                                                                               | Болтухин                       | Кыдатов                        |
| 141   | 119          | Пьянков      | Олег       | Игоревич       | 1968         | IV    | директор МУП "Горно-Алтайская Сбытовая Компания", депутат Горно-Алтайского городского Совета депутатов                                                                  | х                              | Криворученко                   |
| 142   | 120          | Рау          | Федор      | Фридрихович    | 1970         | VI    | главный врач БУЗ РА "Республиканская больница", депутат Горно-Алтайского городского Совета депутатов                                                                    | х                              | х                              |
| 143   | 121          | РОМАШКИН     | Виктор     | Васильевич     | 1959         | I     | управляющий Горно-Алтайского жилищно-эксплуатационного треста | х                              | Сазанкин                       |
| 143   | 121          | РОМАШКИН     | Виктор     | Васильевич     | 1959         | II    | помощник депутата Государственной Думы Федерального Собрания Российской Федерации                                                                                       | Кукотин                        | х                              |
| 143   | 121          | РОМАШКИН     | Виктор     | Васильевич     | 1959         | III   | помощник депутата Государственной Думы Федерального Собрания Российской Федерации, депутат Республики Алтай                                                             | х                              | Переверзев                     |
| 143   | 121          | РОМАШКИН     | Виктор     | Васильевич     | 1959         | IV    | заместитель председателя Правительства Республики Алтай | х                              | х                              |
| 143   | 121          | РОМАШКИН     | Виктор     | Васильевич     | 1959         | V     | председатель комитета Государственного Собрания Республики Алтай, депутат Республики Алтай                                                                              | х                              | х                              |
| 143   | 121          | РОМАШКИН     | Виктор     | Васильевич     | 1959         | VI    | заведующий кафедрой Горно-Алтайского Государственного Университета, депутат Республики Алтай                                                                            | х                              | х                              |
| 143   | 121          | РОМАШКИН     | Виктор     | Васильевич     | 1959         | VII   | председатель комитета Государственного Собрания Республики Алтай, депутат Республики Алтай                                                                              | х                              | х                              |
| 144   | 204          | Рябченко     | Владислав  | Васильевич     | 1969         | VII   | временно не работает , депутат Совета депутатов МО "Турочакский район"                                                                                                  | х                              | х                              |
| 145   | 122          | Сабашкина    | Екатерина  | Борисовна      | 1956         | II    | врач Шебалинской районной больницы | х                              | х                              |
| 146   | 123          | Сабин        | Владимир   | Кючукович      | 1941         | II    | начальник отдела эколого-экономического региона "Алтай" | х                              | х                              |
| 146   | 123          | Сабин        | Владимир   | Кючукович      | 1941         | III   | председатель постоянной комиссии Государственного Собрания Республики Алтай, депутат Республики Алтай                                                                   | х                              | х                              |
| 146   | 123          | Сабин        | Владимир   | Кючукович      | 1941         | IV    | председатель комитета Государственного Собрания Республики Алтай, депутат Республики Алтай                                                                              | х                              | х                              |
| 147   | 124          | Сазанкин     | Михаил     | Михайлович     | 1938         | I     | врач-анестезиолог Горно-Алтайского родильного дома | Ромашкин                       | х                              |
| 148   | 125          | Самаев       | Василий    | Васильевич     | Н/д          | I     | глава крестьянского хозяйства "Амаду" | х                              | х                              |
| 149   | 126          | САМТАЕВ      | Иван       | Адучинович     | 1964         | V     | тренер-преподаватель ГОУ ДОД СДЮШОР РА комитета по физической культуре и спорту Республики Алтай                                                                        | х                              | х                              |
| 150   | 127          | Самташев     | Юрий       | Дмитриевич     | 1965         | V     | председатель Совета депутатов МО "Усть-Канский район" | Софронова                      | х                              |
| 150   | 127          | Самташев     | Юрий       | Дмитриевич     | 1965         | VI    | индивидуальный предприниматель, депутат Республики Алтай | х                              | х                              |
| 151   | 128          | Санин        | Никита     | Алексеевич     | 1973         | V     | директор АУ РА "Автобаза "Медавтотранс"" | х                              | х                              |
| 152   | 129          | Смирнов      | Василий    | Александрович  | 1956         | VI    | председатель правления СПО "Усть-Коксинское" | х                              | Кыпчаков                       |
| 153   | 130          | Соколов      | Николай    | Федорович      | 1947         | I     | генеральный директор АО "Агроснаб" | х                              | х                              |
| 153   | 130          | Соколов      | Николай    | Федорович      | 1947         | III   | генеральный директор ОАО "Горно-Алтайагроснаб" | х                              | х                              |
| 153   | 130          | Соколов      | Николай    | Федорович      | 1947         | IV    | генеральный директор ОАО "Горно-Алтайский агроснаб", депутат Республики Алтай                                                                                           | х                              | х                              |
| 154   | 205          | Софронов     | Дмитрий    | Валерьевич     | 1987         | VII   | директор АУ ДО РА "Специализированная детско-юношеская школа по зимним видам спорта"                                                                                    | х                              | х                              |
| 155   | 131          | Софронова    | Римма      | Яковлевна      | 1958         | V     | лаборант ОАО "Криоген" | Жарова                         | Самташев                       |
| 156   | 132          | Стародубцев  | Николай    | Петрович       | 1963         | I     | директор рудника "Веселый" Чойского района | Новоселов                      | х                              |
| 156   | 132          | Стародубцев  | Николай    | Петрович       | 1963         | II    | директор рудника "Веселый" Чойского района, депутат Республики Алтай | х                              | х                              |
| 156   | 132          | Стародубцев  | Николай    | Петрович       | 1963         | III   | директор ФГУП Рудник "Веселый", депутат Республики Алтай | х                              | х                              |
| 157   | 133          | Сумачаков    | Игнатий    | Иванович       | 1935         | II    | президент Ассоциации крестьянских (фермерских) хозяйств и сельскохозяйственных кооперативов Республики Алтай                                                            | Марков                         | х                              |
| 157   | 133          | Сумачаков    | Игнатий    | Иванович       | 1935         | III   | председатель Алтайской Республиканской организации Аграрной партии России, депутат Республики Алтай                                                                     | х                              | х                              |
| 158   | 134          | Сумин        | Геннадий   | Петрович       | 1953         | I     | президент АО "Чакыр", депутат ВС Горно-Алтайской ССР | Тобоев                         | х                              |
| 158   | 134          | Сумин        | Геннадий   | Петрович       | 1953         | II    | президент АО "Чакыр", депутат Республики Алтай | х                              | х                              |
| 158   | 134          | Сумин        | Геннадий   | Петрович       | 1953         | VI    | пенсионер | Антарадонов                    | х                              |
| 159   | 135          | Суразаков    | Виктор     | Викторович     | 1975         | V     | музыкальный руководитель Группы "Пикет", депутат Совета депутатов МО "Ыныргинское сельское поселение"                                                                   | х                              | х                              |
| 160   | 206          | Суртаев      | Юрий       | Иванович       | 1961         | VII   | индивидуальный предприниматель , депутат Совета депутатов Чемальского района                                                                                            | х                              | х                              |
| 161   | 136          | Суртаева     | Людмила    | Григорьевна    | 1946         | II    | главный врач Майминской районной больницы | х                              | Карасев                        |
| 162   | 207          | Сюйлешев     | Эзен       | Евгеньевич     | 1988         | VII   | учитель МКОУ "Ортолыкская средняя общеобразовательная школа им. М.И. Лапшина"                                                                                           | х                              | х                              |
| 163   | 137          | ТАБАЕВ       | Даниил     | Иванович       | 1937         | I     | заместитель председателя Верховного Совета Горно-Алтайской ССР , депутат ВС Горно-Алтайской ССР                                                                         | х                              | х                              |
| 163   | 137          | ТАБАЕВ       | Даниил     | Иванович       | 1937         | II    | председатель Государственного Собрания Республики Алтай, депутат Республики Алтай                                                                                       | х                              | х                              |
| 163   | 137          | ТАБАЕВ       | Даниил     | Иванович       | 1937         | III   | председатель общественной правозащитной организации "Чындык" (Справедливость)                                                                                           | Белеков                        | х                              |
| 164   | 138          | Табакаев     | Юрий       | Васильевич     | 1945         | II    | профессор Горно-Алтайского Государственного университета | х                              | х                              |
| 164   | 138          | Табакаев     | Юрий       | Васильевич     | 1945         | III   | ректор Горно-Алтайского Государственного университета, депутат Республики Алтай                                                                                         | х                              | х                              |
| 164   | 138          | Табакаев     | Юрий       | Васильевич     | 1945         | IV    | ректор Горно-Алтайского Государственного университета, депутат Республики Алтай                                                                                         | х                              | х                              |
| 165   | 139          | Тазрашев     | Айдар      | Иванович       | 1976         | V     | сменный электромеханик Радиотелевизионного передающего центра Республики Алтай (филиал ФГУП "Российская телевизионная и радиовещательная сеть"                          | Джаткамбаев                    | х                              |
| 165   | 139          | Тазрашев     | Айдар      | Иванович       | 1976         | VI    | старший электромеханик Улаганской Оконечной радиотелевизионной станции                                                                                                  | Челчушев                       | х                              |
| 165   | 139          | Тазрашев     | Айдар      | Иванович       | 1976         | VII   | инженер средств радио и телевидения цеха Улаган Радиотелевизионного передающего центра Республики Алтай (филиал ФГУП "Российская телевизионная и радиовещательная сеть" | х                              | х                              |
| 166   | 140          | Тайтаков     | Николай    | Михайлович     | 1948         | III   | генеральный директор ГУ "Дирекция эколого-экономического региона "Алтай""                                                                                               | х                              | Усольцев                       |
| 166   | 140          | Тайтаков     | Николай    | Михайлович     | 1948         | IV    | первый заместитель председателя Правительства Республики Алтай | х                              | х                              |
| 167   | 141          | Тайтов       | Владлен    | Иванович       | 1969         | V     | временно не работает | х                              | х                              |
| 168   | 142          | Танзыков     | Евгений    | Витальевич     | 1970         | V     | председатель Контрольно-счетной палаты Республики Алтай | х                              | х                              |
| 169   | 143          | Текенов      | Сурдаш     | Эдуардович     | 1985         | VI    | директор ООО "Горизонт" | х                              | х                              |
| 170   | 144          | Телесов      | Вячеслав   | Николаевич     | 1954         | IV    | главный специалист администрации МО "Усть-Коксинский район" | х                              | х                              |
| 171   | 145          | Терехов      | Михаил     | Алексеевич     | 1951         | VI    | министр лесного хозяйства Республики Алтай | х                              | х                              |
| 171   | 145          | Терехов      | Михаил     | Алексеевич     | 1951         | VII   | заместитель председателя Государственного Собрания Республики Алтай, депутат Республики Алтай                                                                           | х                              | х                              |
| 172   | 146          | Терещенко    | Александр  | Юрьевич        | 1961         | IV    | заместитель управляющего Горно-Алтайский филиала ОАО Банк "Зенит" | х                              | х                              |
| 173   | 208          | Тимошенский  | Сергей     | Константинович | 1990         | VII   | индивидуальный предприниматель | х                              | х                              |
| 174   | 147          | Тобоев       | Иван       | Иванович       | 1948         | I     | глава администрации Шебалинского района, депутат ВС Горно-Алтайской ССР                                                                                                 | х                              | Сумин                          |
| 175   | 148          | Тобошев      | Алексей    | Иванович       | 1960         | III   | генеральный директор ЗАО "Новый Путь" | х                              | х                              |
| 176   | 149          | Трутнев      | Виктор     | Корнеевич      | 1947         | II    | директор средней школы №4 г.Горно-Алтайска | х                              | х                              |
| 176   | 149          | Трутнев      | Виктор     | Корнеевич      | 1947         | III   | председатель постоянной комиссии Государственного Собрания Республики Алтай, депутат Республики Алтай                                                                   | х                              | Зоммер                         |
| 177   | 150          | Туганбаев    | Койшибай   | Кокенович      | 1953         | III   | начальник ФГУ дорожное эксплуатационное предприятие № 221 | х                              | х                              |
| 178   | 151          | Туденев      | Николай    | Васильевич     | 1954         | II    | глава администрации Чибитской сельской администрации | х                              | х                              |
| 178   | 151          | Туденев      | Николай    | Васильевич     | 1954         | III   | депутат Республики Алтай | х                              | х                              |
| 178   | 151          | Туденев      | Николай    | Васильевич     | 1954         | IV    | председатель комитета Государственного Собрания Республики Алтай , депутат Республики Алтай                                                                             | х                              | х                              |
| 179   | 152          | Тулебаев     | Аскар      | Рыспекович     | 1971         | VI    | генеральный директор ООО "Купол", депутат Горно-Алтайского городского Совета депутатов                                                                                  | х                              | х                              |
| 179   | 152          | Тулебаев     | Аскар      | Рыспекович     | 1971         | VII   | генеральный директор ООО "Купол",депутат Республики Алтай | х                              | х                              |
| 180   | 153          | ТЮЛЕНТИН     | Владимир   | Николаевич     | 1953         | III   | председатель правления СПК "Амурский" | х                              | х                              |
| 180   | 153          | ТЮЛЕНТИН     | Владимир   | Николаевич     | 1953         | IV    | директор СПК ПКЗ "Амурский", депутат Республики Алтай | х                              | х                              |
| 180   | 153          | ТЮЛЕНТИН     | Владимир   | Николаевич     | 1953         | V     | директор СПК ПКЗ "Амурский", депутат Республики Алтай | х                              | х                              |
| 180   | 153          | ТЮЛЕНТИН     | Владимир   | Николаевич     | 1953         | VI    | председатель СПК ПКЗ "Амурский", депутат Республики Алтай | х                              | х                              |
| 180   | 153          | ТЮЛЕНТИН     | Владимир   | Николаевич     | 1953         | VII   | председатель Государственного Собрания Республики Алтай , депутат Республики Алтай                                                                                      | х                              | Казанцев                       |
| 181   | 154          | Тюмешева     | Галина     | Александровна  | 1950         | II    | юрист Усть-Коксинской администрации | х                              | х                              |
| 182   | 155          | Уланкин      | Эзен       | Павлович       | 1980         | VI    | тренер-преподаватель МБОУ ДОД "Шебалинская ДЮСШ" | Ойношева                       | х                              |
| 183   | 156          | Унутов       | Айат       | Дмитриевич     | 1978         | V     | первый заместитель главы администрации МО "Кош-Агачский район" | х                              | х                              |
| 184   | 157          | Усольцев     | Вячеслав   | Викторович     | 1960         | III   | начальник отделения ГИБДД | Тайтаков                       | х                              |
| 185   | 158          | Уханов       | Вячеслав   | Николаевич     | 1962         | V     | начальник управления администрации МО "Кош-Агачский район" | х                              | х                              |
| 185   | 158          | Уханов       | Вячеслав   | Николаевич     | 1962         | VI    | председатель комитета Государственного Собрания Республики Алтай, депутат Республики Алтай                                                                              | х                              | х                              |
| 186   | 159          | Федченко     | Иван       | Григорьевич    | 1945         | II    | главный врач туберкулезного санатория "Чемал" | х                              | х                              |
| 187   | 160          | Федькин      | Михаил     | Иванович       | 1954         | V     | помощник депутата Государственной Думы Федерального Собрания Российской Федерации,депутат Совета депутатов Майминского муниципального образования                       | х                              | х                              |
| 187   | 160          | Федькин      | Михаил     | Иванович       | 1954         | VI    | помощник депутата Государственной Думы Федерального Собрания Российской Федерации, депутат Республики Алтай                                                             | х                              | х                              |
| 187   | 160          | Федькин      | Михаил     | Иванович       | 1954         | VII   | помощник депутата Государственной Думы Федерального Собрания Российской Федерации, депутат Республики Алтай                                                             | Кымындынов                     | х                              |
| 188   | 161          | Хабаров      | Виктор     | Иванович       | 1958         | III   | председатель правления общественного фонда "Достоинство" | х                              | х                              |
| 188   | 161          | Хабаров      | Виктор     | Иванович       | 1958         | IV    | пенсионер, депутат Республики Алтай | х                              | х                              |
| 188   | 161          | Хабаров      | Виктор     | Иванович       | 1958         | V     | пенсионер, депутат Республики Алтай | х                              | х                              |
| 188   | 161          | Хабаров      | Виктор     | Иванович       | 1958         | VI    | председатель комитета Государственного Собрания Республики Алтай, депутат Республики Алтай                                                                              | х                              | х                              |
| 189   | 209          | Цуприкова    | Елена      | Валерьевна     | 1969         | VII   | бухгалтер МКУ " Центр по обеспечению деятельности Турочакского отдела образования и подведомственных учреждений" , депутат Совета депутатов МО "Турочакский район"      | х                              | х                              |
| 190   | 162          | ЧАПТЫНОВ     | Валерий    | Иванович       | 1945         | I     | председатель Верховного Совета Республики Алтай,депутат ВС Горно-Алтайской ССР                                                                                          | х                              | х                              |
| 191   | 163          | Чараганов    | Сергей     | Кучабаевич     | 1960         | II    | директор Онгудайского районного узла электросвязи | х                              | Кургулов                       |
| 192   | 164          | Чеконов      | Николай    | Агафонович     | 1946         | II    | председатель республиканского комитета профсоюза работников агропромышленного комплекса Республики Алтай                                                                | Безрученков                    | х                              |
| 192   | 164          | Чеконов      | Николай    | Агафонович     | 1946         | IV    | генеральный директор ООО "ФинКонсАлт" | х                              | х                              |
| 192   | 164          | Чеконов      | Николай    | Агафонович     | 1946         | V     | индивидуальный предприниматель, депутат Республики Алтай | х                              | х                              |
| 193   | 165          | Челчушев     | Владимир   | Борисович      | 1974         | VI    | заместитель директора ГТРК "Горный Алтай" (филиал ФГУП ВГТРК) | х                              | Тазрашев                       |
| 194   | 166          | Чепкин       | Герман     | Евгеньевич     | 1968         | VI    | руководитель филиала ОАО "Особые экономические зоны" в Республике Алтай, депутат Горно-Алтайского городского Совета депутатов                                           | х                              | х                              |
| 194   | 166          | Чепкин       | Герман     | Евгеньевич     | 1968         | VII   | директор БУ РА "Жемчужина Алтая", депутат Республики Алтай | х                              | х                              |
| 195   | 167          | Чиконова     | Людмила    | Валентиновна   | 1959         | I     | нет данных | х                              | х                              |
| 196   | 168          | Шабалин      | Сергей     | Алексеевич     | 1958         | IV    | генеральный директор ОАО "Горно-Алтайская ГЭС" | х                              | х                              |
| 197   | 169          | Шадрин       | Владимир   | Георгиевич     | 1947         | IV    | председатель СПК "Племсовхоз Теньгинский" | Ларин                          | х                              |
| 197   | 169          | Шадрин       | Владимир   | Георгиевич     | 1947         | V     | директор СПК Племенной завод "Теньгинский" | Земиров                        | х                              |
| 198   | 170          | Шатин        | Колай      | Колиевич       | 1949         | III   | генеральный директор ЗАО "Магистраль" | х                              | х                              |
| 199   | 171          | Шваба        | Владимир   | Данилович      | 1956         | II    | директор кооператива "Темп-2" | х                              | х                              |
| 199   | 171          | Шваба        | Владимир   | Данилович      | 1956         | III   | директор ОАО "Темп-2", депутат Республики Алтай | х                              | х                              |
| 199   | 171          | Шваба        | Владимир   | Данилович      | 1956         | V     | генеральный директор ОАО "Темп-2" | Екеева                         | х                              |
| 200   | 172          | Шевченко     | Сергей     | Завенович      | 1956         | IV    | депутат представительного органа местного самоуправления МО "Чемальский район"                                                                                          | х                              | Букачаков                      |
| 201   | 173          | Шефер        | Александр  | Семенович      | 1970         | IV    | генеральный директор ООО"Парламент" | Шефер                          | х                              |
| 201   | 173          | Шефер        | Александр  | Семенович      | 1970         | V     | генеральный директор ООО"Парламент", депутат Республики Алтай | х                              | х                              |
| 202   | 174          | Шефер        | Семен      | Семенович      | 1965         | II    | заместитель главного врача Майминской районной больницы | х                              | х                              |
| 202   | 174          | Шефер        | Семен      | Семенович      | 1965         | III   | заместитель главного врача Майминской центральной районной больницы, депутат Республики Алтай                                                                           | х                              | х                              |
| 202   | 174          | Шефер        | Семен      | Семенович      | 1965         | IV    | председатель комитета Государственного Собрания Республики Алтай, депутат Республики Алтай                                                                              | х                              | Шефер                          |
| 203   | 175          | Шлак         | Константин | Вильмарович    | 1966         | V     | врач центральной больницы МО "Усть-Коксинский район" | х                              | х                              |
| 203   | 175          | Шлак         | Константин | Вильмарович    | 1966         | VI    | врач БУЗ РА "Усть-Коксинская районная больница", депутат Республики Алтай                                                                                               | х                              | х                              |
| 204   | 176          | Шнитов       | Владислав  | Борисович      | 1972         | VI    | начальник Онгудайского района электрических сетей "Горно-Алатйские электрические сети" (филиал ОАО "МРСК Сибири"), депутат Совета депутатов МО "Онгудайский район"      | х                              | х                              |
| 205   | 210          | Шубин        | Денис      | Евгеньевич     | 1984         | VII   | тренер-преподаватель МУ ДО "Чойский центр дополнительного образования", депутат Совета депутатов МО "Чойский район"                                                     | Гигель                         | х                              |
| 206   | 177          | Щучинов      | Леонид     | Васильевич     | 1957         | II    | главный врач Горно-Алтайского городского центра госсанэпиднадзора | х                              | х                              |
| 206   | 177          | Щучинов      | Леонид     | Васильевич     | 1957         | III   | председатель постоянной комиссии Государственного Собрания Республики Алтай, депутат Республики Алтай                                                                   | х                              | х                              |
| 207   | 211          | Ябыева       | Ай-Сулу    | Александровна  | 1989         | VII   | директор МБОУ "Козульская СОШ им. Д.Т. Тоедова", депутат Совета депутатов Усть-Канского района                                                                          | х                              | х                              |
| 208   | 178          | ЯИМОВ        | Игорь      | Эжерович       | 1957         | II    | начальник Бюро судебно-медицинской экспертизы Республики Алтай | х                              | х                              |
| 208   | 178          | ЯИМОВ        | Игорь      | Эжерович       | 1957         | III   | начальник Бюро судебно-медицинской экспертизы Республики Алтай, депутат Республики Алтай                                                                                | х                              | х                              |
| 209   | 179          | Яковлева     | Людмила    | Дмитриевна     | 1958         | II    | заместитель директора Телецкого опытного лесного хозяйства | х                              | х                              |
| 209   | 179          | Яковлева     | Людмила    | Дмитриевна     | 1958         | III   | руководитель ГУКЛП "Тайга", депутат Республики Алтай | х                              | х                              |
| 209   | 179          | Яковлева     | Людмила    | Дмитриевна     | 1958         | IV    | руководитель ГУКЛП "Тайга", депутат Республики Алтай | х                              | х                              |
| 210   | 180          | Ялбаков      | Алексей    | Иженерович     | 1949         | I     | первый заместитель председателя Правительства Республики Алтай, депутат ВС Горно-Алтайской ССР                                                                          | х                              | Петров                         |
| 211   | 181          | Ялбакова     | Анна       | Донскоевна     | 1959         | V     | врач МУЗ "Шебалинская центральная районная больница",депутат Совета депутатов МО"Шебалинский район"                                                                     | х                              | х                              |
| 212   | 182          | Яныканов     | Виктор     | Леонидович     | 1962         | V     | глава крестьянского хозяйства "Карлагаш" | х                              | х                              |

Сокращения в таблице: АУ — Автономное учреждение, БУ — Бюджетное учреждение, БУЗ — Бюджетное учреждение здравоохранения, ВС — Верховный Совет, ГНУ — Государственное научное учреждение, ГОУ — Государственное образовательное учреждение, ГОУ ДОД- Государственное образовательное учреждение дополнительного образования детей, ГТРК — Государственная телевизионная и радиовещательная компания , ГУ — Государственное учреждение, ГУКЛП — Государственное унитарное комплексное лесопромышленное предприятие, ГУП — Государственное унитарное предприятие, ЗАО — Закрытое акционерное общество, КСП — Коллективное сельскохозяйственное предприятие, КУ — Казенное учреждение, МБОУ — Муниципальное бюджетное образовательное учреждение, МБОУ ДОД — Муниципальное бюджетное образовательное учреждение дополнительного образования детей, МКОУ  — Муниципальное казённое общеобразовательное учреждение,  МО — Муниципальное образование, МОУ — Муниципальное общеобразовательное учреждение, МУ — Муниципальное учреждение, МУЗ — Муниципальное учреждение здравоохранения, МУП — Муниципальное унитарное предприятие,  ОАО — Открытое акционерное общество, ООО  — Общество с ограниченной ответственностью, ПКЗ —Племенной конный завод, РА — Республика Алтай, РАОФ —Региональный Алтайский общественный фонд, РУАД — Республиканское управление автомобильных дорог,  СДЮШОР — Специализированная детско-юношеская школа олимпийского резерва,  СОШ — Средняя общеобразовательная школа, СПК —Сельскохозяйственный производственный кооператив, СПО—Сельское потребительское общество,ТОО — Товарищество с ограниченной ответственностью, ФГУ— Федеральное государственное учреждение, ФГУП — Федеральное государственное унитарное предприятие